# Локомотив (футбольный клуб, Москва)
«Локомоти́в» — российский футбольный клуб из Москвы, выступающий в Российской премьер-лиге. Основан 23 июля 1922 года. Один из старейших футбольных клубов России, ведущий свою историю с момента основания команды «Казанка» при Московско-Казанской железной дороге, затем неоднократно менявший своё название. Трёхкратный чемпион России, одиннадцатикратный обладатель Кубка страны: двукратный обладатель Кубка СССР и девятикратный обладатель Кубка России, трёхкратный обладатель Суперкубка России. Дважды полуфиналист Кубка обладателей кубков.
Домашний стадион клуба — «РЖД Арена» (во время матчей, проводимых УЕФА и ФИФА, носит название «Локомотив») — расположен на Большой Черкизовской улице в московском районе Преображенское, вмещающий 27 320 зрителей. Генеральный спонсор клуба — Российские железные дороги.

## История

### Советский период (1922—1991)
Предшественниками «Локомотива» были железнодорожные клубы «Казанка» (Московско-Казанская железная дорога), появившаяся в 1922 году (в апреле 2022 года команда и РЖД решила привлечь учёных-историков для определения точной даты основания клуба); Клуб Октябрьской Революции (КОР), выступавший в 1922—1930 годах; и вновь «Казанка» (Московско-Казанская железная дорога), игравшая в 1931—1935 годах. В книге А. В. Савина «Москва футбольная» со ссылкой на футбольный календарь-справочник Москвы 1922 года приводится информация о составах групп «Б» и «В» чемпионата столицы, где можно найти первые упоминания о команде рабочих железнодорожного депо Москва-пассажирская Казанской железной дороги под названием «Кружок футболистов Казанской дороги» (сокращённо «Казанка»), которая появилась в 1922 году. Фактически в среде болельщиков «Локомотива» каждый год дважды отмечают день рождения команды, поскольку 12 августа находится по срокам рядом с Днём железнодорожника, который отмечается в первое воскресенье августа.
22 мая 1936 года стал днём рождения чемпионатов Советского Союза по футболу, открывал чемпионат матч между ленинградским «Динамо» и московским «Локомотивом». Первый гол был на счету игрока «железнодорожников» Виктора Лаврова, но после ленинградская команда забила три гола и выиграла матч со счётом 3:1. Тот сезон «железнодорожники» закончили на пятом месте, тогда же был и первый завоёванный трофей — им стал первый Кубок СССР в 1936 году. В финале на стадионе «Динамо» в присутствии 20000 зрителей «Локомотив» обыграл тбилисское «Динамо».
В конце 1930-х годов за команду играл Валентин Александрович Гранаткин, сделавший отличную карьеру в качестве игрока, а затем — футбольного функционера. С 1981 года по инициативе президента ФИФА Жоао Авеланжа проводится международный турнир юношеских команд по футболу памяти первого вице-президента ФИФА В. А. Гранаткина. В разные годы в турнире принимали участие такие в будущем известные игроки, как Андреас Мёллер и Оливер Бирхофф, Марсель Десайи, Игорь Колыванов, Александр Мостовой и другие.
Во второй половине 1950-х годов у «Локомотива» был самый сильный состав за весь советский период его истории. Этому во многом способствовал министр путей сообщения Борис Бещев, который был назначен на этот пост в 1948 году. В 1953 году он привёл в команду Бориса Аркадьева, знаменитого в то время советского тренера, шестикратного чемпиона СССР с «Динамо» и ЦДСА и трёхкратного обладателя кубка страны с ЦДСА. Под его руководством в те времена в «Локомотиве» играли будущие чемпионы Европы 1960 года: Владимир Маслаченко и Валентин Бубукин. Он начал постепенно строить команду, которая вскоре стала во второй раз обладателем Кубка СССР в 1957 году. В финале «парни Кагановича» благодаря голу капитана команды Бубукина обыграли «Спартак». Матч проходил в Лужниках и собрал 103 000 зрителей, что на тот момент было рекордом страны.
Виктор Соколов, бывший в то время форвардом команды, рассказывал:

«У нас тогда была очень сильная команда. В чемпионате от нас досталось всем подряд — и ЦСК МО, и „Спартаку“, и „Торпедо“, и киевскому „Динамо“. Так что к финалу Кубка подошли, находясь в группе лидеров».

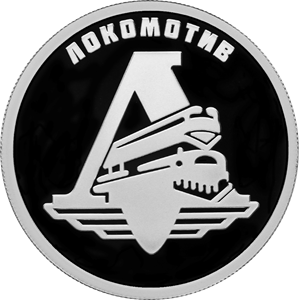
Монета Банка России — Серия: Российский спорт: Локомотив

В том же году «железнодорожники» заняли четвёртое место в чемпионате Советского Союза, набрав столько же очков и имея такую же разницу забитых и пропущенных мячей, как и «Спартак», который выиграл бронзовые медали. В 1958 году «Локомотив» стал пятым в чемпионате. По окончании сезона Борис Аркадьев вернулся на должность главного тренера ЦСК МО, его сменил Евгений Елисеев, под руководством которого в 1959 году была завоёвана долгожданная медаль, это была серебряная медаль первенства Советского Союза. В сезоне 1960 года в первом раунде «Локомотив» стал вторым, но провалил вторую часть чемпионата и закончил турнир только на пятом месте. Аналогичная ситуация сложилась и в следующем сезоне. Вскоре не самые лучшие результаты команды переросли в полномасштабный кризис, результатом которого стал вылет из высшей лиги в 1963 году. Причинами этого стали смена поколений и переход ключевых игроков в более сильные команды.
В то время в команде выступало множество отличных игроков, оставивших немалый след в отечественном футболе. Это нападающий Валентин Бубукин, который в составе сборной СССР стал победителем первого розыгрыша Кубка Европы в качестве одного из ключевых игроков основного состава, форвард Виктор Соколов, который с 91 забитым мячом долгое время был лучшим бомбардиром клуба всех времён, замечательный вратарь Владимир Маслаченко, который после завершения спортивной карьеры стал одним из ведущих футбольных экспертов и комментаторов страны.
В 1970—1980-е годы команда балансирует на грани высшей лиги и первой. В то время за команду выступало много талантливых футболистов, ставших впоследствии известными тренерами, таких как Юрий Сёмин, Валерий Газзаев, Гиви Нодия, Валерий Петраков, Виталий Шевченко и другие.
Новая эра началась с приходом на пост главного тренера Юрия Сёмина в 1986 году. Результаты «Локомотива» стали заметно улучшаться — после семи лет подряд, проведённых в Первой лиге, в 1988 году клуб вернулся в высшую лигу СССР, а в 1990 году дошёл до финала Кубка СССР, где уступил намного более сильному в те времена сопернику — киевскому «Динамо» с разгромным счётом 1:6.

### Тандем Филатов — Сёмин (1992—2005)
С развалом союзных первенств и переходом на рыночные отношения в хозяйстве, началась новая эпоха «Локомотива», ставшая для него самой успешной в истории, продолжавшаяся до ухода из клуба Юрия Сёмина в 2005 году. Клуб прочно укрепился в элите отечественного футбола, показывал отличные результаты в чемпионате и на международной арене. Немаловажную роль в этом сыграла стабильность в руководстве — с 1992 по 2006 годы президентом клуба был Валерий Николаевич Филатов, а тренировал клуб вплоть до вызова в сборную в 2005 году тренерский тандем Юрий Сёмин (главный тренер) — Владимир Эштреков.

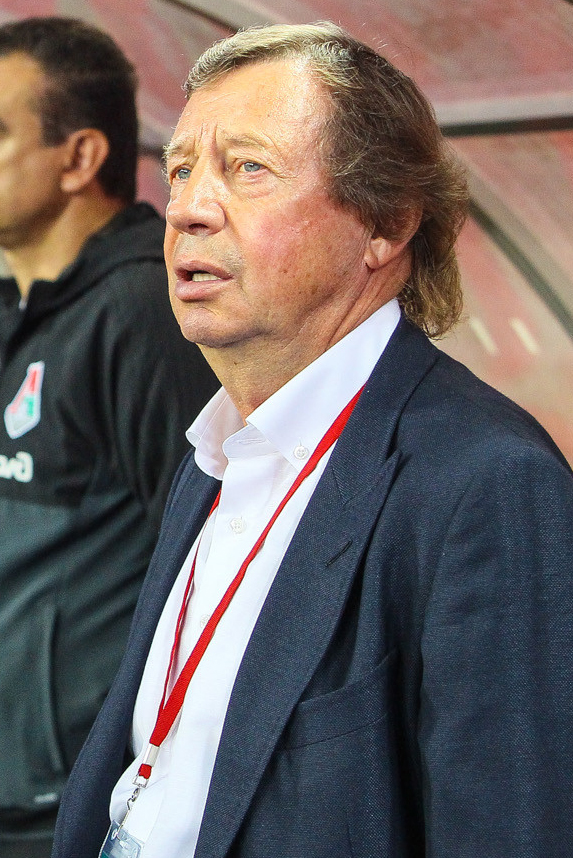
Юрий Сёмин

В первом же розыгрыше чемпионата России «Локомотив» занял четвёртое место, что позволило ему на следующий год выступать в еврокубках. Первый официальный еврокубковый матч состоялся 15 сентября 1993 года. «Локомотиву» противостоял туринский «Ювентус», который разгромил «железнодорожников» на своём поле со счётом 3:0 благодаря двум голам Роберто Баджо и голу Раванелли. В ответном матче «Ювентус» также оказался сильнее — 1:0.
Вскоре «Локомотив» завоевал первую в своей российской истории медаль — бронзу чемпионата России 1994 года. Форвард «железнодорожников» Олег Гарин забил за сезон двадцать голов, что стало вторым результатом чемпионата. В список 33 лучших футболистов России по итогам сезона тогда вошли Сергей Овчинников, Алексей Арифуллин, Игорь Чугайнов, Евгений Харлачёв, Алексей Косолапов, Олег Гарин. Лауреатом приза «Врач команды» стал ещё один представитель «Локомотива» Александр Ярдошвили.
На следующий год «Локомотив» поднялся ещё на одно место вверх — клуб сумел завоевать серебро.
В 1995 году «Локомотив» снова сумел пробиться в еврокубки. В рамках 1/32 Кубка УЕФА «железнодорожники» играли с мюнхенским суперклубом — «Баварией». Первый матч состоялся в Мюнхене, где «Локомотив» сенсационно победил со счётом 1:0. В одной из контратак Соломатин нашёл в центре поля свободного Косолапова, а тот сделал ювелирную передачу на ход Харлачёву. Немцы неудачно выполнили искусственный офсайд, Харлачёв вышел один на один с Каном, обвёл его и в падении отправил мяч в пустые ворота. Но в ответном матче «Локомотив» ждал разгромный реванш — 0:5.
Сезоны 1996 и 1997 оказались не столь удачными для московской команды в чемпионате в плане результата: шестое и пятое места. В те годы в команде появился Дмитрий Лоськов, который впоследствии стал капитаном и настоящей легендой «Локомотива».
В чемпионате страны 1998 года «Локомотив» снова смог завоевать медаль чемпионата — бронзу, причём до серебра команде не хватило всего одного очка. В период с 1999 по 2001 годы команда завоевала три серебряные медали, всегда уступая золото «Спартаку».
В 1998 и 1999 годах команда дважды подряд доходила до полуфинала Кубка обладателей кубков. В последнем случае «Локомотив» уступил римскому «Лацио» за счёт пропущенного мяча в домашнем матче.

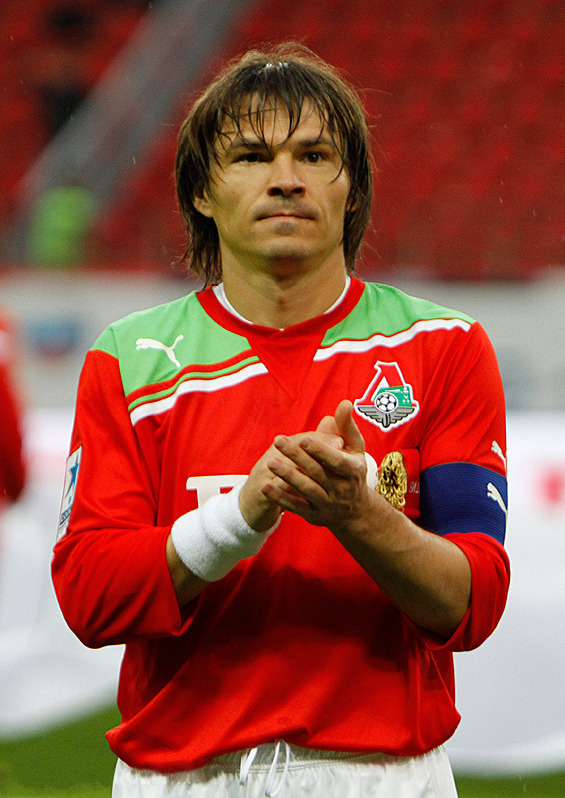
Дмитрий Лоськов

Первое чемпионство пришло к команде в 2002 году. «Локомотив» отлично начал сезон и уже к седьмому туру единолично возглавил таблицу. К перерыву, связанному с чемпионатом мира команда подходила с первым местом в таблице и только одним поражением. После перерыва «Локомотив» соперничал за первое место с ЦСКА, в итоге чемпионат команды закончили с одинаковыми показателями. Был назначен «золотой матч», в котором «Локомотив» переиграл армейцев, единственный гол забил Дмитрий Лоськов.
В том же году открылся футбольный стадион «Локомотив».
В 2004 году «железнодорожники» повторили свой успех двухлетней давности. Начало сезона ознаменовалось уходом в ЦСКА Сергея Игнашевича и приходом в клуб Дмитрия Сычёва, нападающего французского «Олимпик Марселя», который в новом сезоне стал лидером атак «железнодорожников», забив пятнадцать голов в чемпионате. Летом команду пополнил бразилец Франциско Лима из «Ромы», сыгравший важнейшую роль в завоевании золотых медалей. Бразильский опорный полузащитник моментально вошёл в игру команды, выполняя огромный объём черновой работы, буквально зацементировал центр поля. Летом начался и подъём «Локомотива» после традиционного не самого лучшего старта. Так, к середине августа «Локомотив» заметно поправил своё турнирное положение, после победы над «Спартаком» вышел на первое место. В чемпионате упорная борьба за золотые медали шла до тридцатого тура, шансы «Локомотива» на чемпионство всё время менялись, но к последнему туру именно подопечные Сёмина подошли во главе турнирной гонки, и в тридцатом туре «Локомотив» обыграл «Шинник» благодаря голам Билялетдинова и Сычёва, став во второй раз в своей истории чемпионом страны.
В 2001—2004 годах «Локомотив» участвовал в основном раунде Лиги чемпионов и дважды преодолевал групповой этап. Еврокубковый сезон 2001/2002 «Локомотив» начал с трёх матчей с австрийским «Тиролем». В первом матче «железнодорожники» уверенно обыграли австрийцев — 3:1. Великолепную игру тогда продемонстрировал Марат Измайлов, забивший гол и отдавший голевую передачу. В ответном матче «железнодорожники» снова были сильнее благодаря голу Маминова, но вскоре результат матча был аннулирован из-за того, что судья показал вторую жёлтую карточку нападающему «железнодорожников» Руслану Пименову, но удалить его забыл. Причём в момент матча было неясно, кому он показал жёлтую, вероятно Маминову, фамилию которого судья записал в итоговом протоколе, так что Пименов вполне возможно просто не понял, ему ли показана карточка. Представители «Тироля» обратились с жалобой, которая в итоге была принята и была назначена переигровка. Третий матч стал одним из лучших в карьере Нигматуллина, вратаря команды. Он сумел отразить множество сложнейших ударов, показывая чудеса реакции и вратарской техники. «Локомотив» смог пройти в групповой раунд Лиги чемпионов, где ему достались мадридский «Реал», «Рома» и «Андерлехт». Начало турнира выдалось ужасающим, после первых четырёх туров команда имела всего одно очко в активе, а матч с «Реалом» и вовсе закончился разгромом. Но после этого последовали две победы, матч с «Андерлехтом» закончился крупной гостевой победой «Локомотива» 5:1, а в последнем туре был переигран «Реал», будущий победитель турнира, 2:0. В этих матчах форвард команды Бузникин забил три гола, а Марат Измайлов стал самым молодым футболистом, отличившимся в Лиге чемпионов 2001/2002. Лига чемпионов 2002/2003 началась для «Локомотива», как и год назад, с третьего квалификационного раунда, где произошло очередное противостояние с австрийцами. На этот раз «Локомотиву» достался ГАК, который «железнодорожники» без особых проблем прошли. Повторили «железнодорожники» и начало группового этапа: после четвёртого тура команда снова имело лишь очко. В следующем туре «Локомотив» отправился в гости к «Галатасараю». В «стамбульском аду» «Локомотив» одержал труднейшую победу благодаря голам Дмитрия Лоськова и Вадима Есеева. В последнем туре был обыгран «Брюгге» и «Локомотив» вышел во второй групповой этап Лиги чемпионов, где им достались «Милан», «Боруссия» Дортмунд и снова мадридский «Реал». В итоге «железнодорожники» набрали в своей группе всего одно очко и заняли последнее место. «Локомотив» не проиграл только «Реалу», причём на Сантьяго Бернабеу. У москвичей голы забили Джеймс Обиора и Мнгуни, для которых тот матч стал, возможно, лучшим в их карьере. В следующем сезоне «Локомотиву» в квалификационном раунде достался украинский «Шахтёр», который «железнодорожники» в очень тяжёлой борьбе обыграли, во многом благодаря отличной игре Михаила Ашветии, который оформил дубль. Групповой этап «Локомотив» как обычно начал не самым удачным образом: проигрыш киевскому «Динамо» и нулевая ничья с «Арсеналом». Но уже в третьем туре была одержана одна из самых знаменитых побед в истории «Локомотива» — уверенная победа над «Интером» 3:0, лидером группы, в которой великолепный гол забил Хохлов. После этого матча «Локомотив» по версии УЕФА был признан лучшей командой третьего тура Лиги чемпионов. В следующем туре на последних минутах было обыграно «Динамо», а в последнем «Локомотив» проиграл «Арсеналу», но вышел в следующий раунд Лиги чемпионов. Формат турнира изменился, и теперь «Локомотиву» предстоял не групповой этап, а очное противостояние в рамках 1/8 финала с «Монако». Дома удалось одержать победу со счётом 2:1, а во Франции сильнее оказались уже хозяева поля — 1:0. Из-за гола на чужом поле в следующий раунд вышли французы, которые в итоге дошли до финала, где уступили «Порту».

### Годы нестабильности (2005—2016)
«Локомотив» начал сезон-2005 мощно: команда выиграла Кубок Содружества, обыграла грозненский «Терек» в матче за Суперкубок и удачно стартовала в чемпионате: несмотря на то, что в апреле клуб после почти девятнадцати лет тренерской работы покинул Юрий Сёмин, получивший приглашение возглавить сборную России, команда под руководством его многолетнего ассистента Владимира Эштрекова выдала 20-матчевую беспроигрышную серию (а с учётом 7 матчей без поражений в конце чемпионата 2004 года, общая длительность серии достигло 27 игр, что является рекордом чемпионатов России). Команда чрезвычайно надёжно играла в обороне, пропустив за первые 20 матчей всего шесть голов, и была результативна в нападении. Кульминацией этой серии стала победа в зрелищном дерби против ЦСКА, которую «железнодорожникам» удалось «вырвать» в концовке матча; после этой игры «Локомотив» опережал ближайшего преследователя в турнирной таблице на 11 очков и имел отличные шансы защитить чемпионский титул, но уже в следующем туре не только проиграл в гостях «Рубину», но и потерял ведущего форварда Дмитрия Сычёва, получившего на исходе матча тяжёлую травму колена. Без Сычёва и Лоськова (получившего повреждение в 13-м туре) «Локомотив» не смог пробиться в групповой турнир Лиги чемпионов, уступив австрийскому «Рапиду», и слабо закончил чемпионат: пропустив меньше всех мячей и потерпев всего два поражения, команда, тем не менее, не смогла занять даже второе место, довольствовавшись лишь бронзовыми медалями чемпионата. Относительным успехом клуба можно назвать выход в плей-офф Кубка УЕФА. После окончания сезона клуб покинули трое ключевых игроков: голкипер Сергей Овчинников и полузащитник Дмитрий Хохлов на правах свободных агентов перешли в «Динамо», которое после завершения работы в сборной России возглавил Юрий Сёмин, а в январе был отдан в аренду опорный полузащитник Франсишку Лима.
В декабре 2005 года было объявлено, что команду возглавит сербский специалист Славолюб Муслин; Владимир Эштреков перешёл с тренерской работы на пост спортивного директора. В межсезонье состав «Локомотива» пополнило множество новых игроков, и начало сезона выдалось для несыгранной команды неудачным: «Локо» вылетел из розыгрыша Кубка УЕФА, дважды уступив будущему победителю турнира — «Севилье», а в чемпионате после четырёх туров набрал всего одно очко. Переломным моментом стал матч с ЦСКА, который «железнодорожники» сумели выиграть на последних минутах благодаря голу Ивановича. После этого команда не проигрывала семнадцать матчей подряд и вновь боролась за чемпионство; отличный футбол показывал Лоськов, по итогам турнира ставший лучшим игроком по голевым передачам и системе «гол плюс пас». Однако в конце сентября «Локомотив» в первом же раунде нового розыгрыша Кубка УЕФА не смог обыграть полупрофессиональный бельгийский клуб «Зюлте-Варегем», а последовавшее вскоре поражение в чемпионате от ФК «Москва», несмотря на отставание от лидировавшего ЦСКА всего на два очка, привело к увольнению Муслина. Со слов Валерия Филатова, совет директоров клуба принял решение расстаться с сербским тренером, опасаясь психологического надлома игроков после проигрыша «Зюлте Варегему», а также отметил избыточную, с его точки зрения, склонность Славолюба полагаться на профессионализм игроков. Конец сезона 2006 года клуб провёл под руководством Олега Долматова, ранее работавшего в «Шиннике». Существенных результатов смена тренера не принесла: «Локомотив» не сумел выполнить поставленную перед ним задачу на тот сезон — занять первое или второе место, вновь финишировав только третьим.

26 декабря 2006 года на заседании Совета директоров клуба был отправлен в отставку Валерий Филатов, работавший президентом «Локомотива» с 1992 года; было принято решение назначить президентом клуба Юрия Сёмина, а тренером — знаменитого советского игрока Анатолия Бышовца, ранее работавшего со сборными СССР и России. В течение следующего года «Локомотив» потерял ряд харизматических и игровых лидеров: перед началом чемпионата в «Торпедо» перешёл не сработавшийся с Бышовцем Вадим Евсеев, летом команду покинули Лоськов и Марат Измайлов, в конце сезона в «Челси» был продан Бранислав Иванович (на тот момент этот трансфер был самым дорогим в истории чемпионата России: «Локомотив» получил 13 миллионов евро компенсации). Для усиления состава летом «Локо» приобрёл у «Лилля» нигерийского нападающего Питера Одемвингие; компенсация французскому клубу в 7 миллионов евро сделала Одемвингие самой дорогой покупкой на тот момент истории «Локомотива». Неоднозначные кадровые решения, а также нетривиальная личность и эмоциональные высказывания Анатолия Фёдоровича создали вокруг клуба скандальную атмосферу, которая не лучшим образом отражалась на настрое и отношениях внутри команды. «Локомотиву» удалось выиграть пятый в истории клуба Кубок России, одолев в финальном матче ФК «Москва», но «железнодорожники» провально выступили и в Кубке УЕФА, заняв последнее место в группе, и в чемпионате, закончив розыгрыш лишь седьмыми с отставанием от победителя в 20 очков. Именно после этого сезона за Бышовцем закрепилось ироничное прозвище «Светоч».

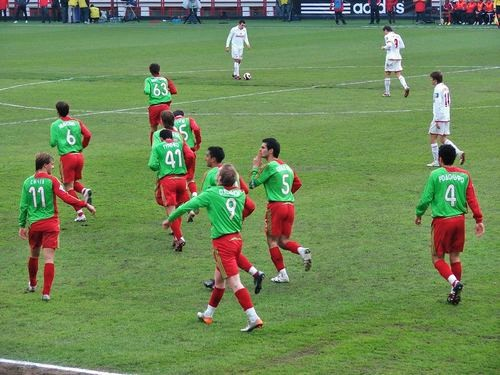
Полуфинал кубка России 2007 против московского «Спартака».

12 ноября 2007 года совет директоров отправил Бышовца и Сёмина в отставку; тогда же в прессе появилась информация, что новым тренером команды станет бывший наставник пермского «Амкара» Рашид Рахимов. О назначении Рахимова было официально объявлено в начале декабря; незадолго до того президентом клуба был назначен петербургский предприниматель Николай Наумов. Новый менеджер уделял большое внимание развитию инфраструктуры клуба и, по собственным словам, выделял на эту задачу до 40 % бюджета «Локомотива». В результате за время руководства Наумова была построена Малая спортивная арена на 10 тысяч зрителей, постелен новый газон на основном стадионе, реформирована школа клуба, создана команда «Локомотив-2», открыт многоцелевой комплекс «Локо-Спорт». Предметом гордости президента была стоимость Малой арены: десятитысячный стадион обошёлся клубу в относительно скромные 5 миллионов долларов. Перед сезоном 2008 года клуб пополнил полузащитник сборной России Дмитрий Торбинский, а в составе закрепился Денис Глушаков; тем не менее, команда не показала высоких результатов, вновь заняв седьмое место в чемпионате 2008 года. После неудачного начала следующего сезона («Локомотив» набрал за первые шесть туров чемпионата всего шесть очков и вылетел в 1/4 финала Кубка России) Рахимов был отстранён от работы с командой и уволен. Около месяца обязанности главного тренера исполнял всего за полгода до этого завершивший карьеру игрока Владимир Маминов, а 26 мая был объявлено, что новым тренером команды станет Юрий Сёмин, который в тот же день привёл киевское «Динамо» к титулу чемпионов Украины и, таким образом, ради работы с «Локомотивом» отказался от. участия в Лиге чемпионов. Вскоре Сёмин вошёл и в совет директоров. Позже Наумов вспоминал, что имел на опытного специалиста далеко идущие планы: по замыслу президента, Юрий Павлович после завершения своего контракта должен был возглавить все команды клуба — от молодёжной до первой — объединённые тренерским советом; на приглашение Сёмина повлияло и желание РЖД консолидировать акции клуба (15 % которых находились во владении специалиста). Несмотря на то, что летом в английский «Эвертон» за 9 миллионов фунтов был продан капитан команды Динияр Билялетдинов, «Локомотив» сильно провёл остаток сезона, не проиграв за весь чемпионат ни одного домашнего матча, и по его итогам занял четвёртое место, дающее право играть в Лиге Европы УЕФА, уступив бронзу «Зениту» только по разнице мячей. Летом в составе команды закрепился бразилец Гильерме, ставший основным голкипером «железнодорожников» на многие годы вперёд.

Перед сезоном 2010 года «Локомотив» провёл удачную трансферную кампанию: состав пополнили левый нападающий Майкон, правый латераль Владислав Игнатьев, опорный полузащитник Дмитрий Тарасов. Главным же приобретением стал Александр Алиев, знакомый Сёмину по работе в киевском «Динамо». Полузащитник с мощнейшим ударом сразу стал ключевой фигуре в атаке «красно-зелёных» и провёл очень результативный сезон, став вторым бомбардиром (после Веллитона) и лучшим игроком по показателю «гол плюс пас» во всей лиге (Алиев забил 14 голов и отдал шесть голевых передач). Во время летнего трансферного окна в команду вернулся экс-капитан Дмитрий Лоськов. Сезон, однако, сложился для команды не лучшим образом: «Локомотив» неудачно стартовал в чемпионате, сразу сильно отстав от лидеров, выбыл из Кубка России, потерпев в 1/16 финала поражение от скромного клуба «Горняк» из Учалов, и не сумел квалифицироваться в групповой турнир Лиги Европы, уступив «Лозанне». 4 августа было официально объявлено, что президент клуба Николай Наумов покинул свой пост по собственному желанию; его сменила Ольга Смородская — экономист, ранее работавшая в ЦСКА, холдинге «Интеррос» и правительстве Москвы, заслужив репутацию эффективного антикризисного менеджера. 31 августа совет директоров принял решение продолжить работу с Сёминым, несмотря на слабые результаты; после этого решения «Локомотив» успешно провёл остаток чемпионата, набрав очки в одиннадцати матчах подряд, что позволило команде занять пятое место и получить право в следующем сезоне выступить в Лиге Европы. Несмотря на это, тренер по итогам сезона был отправлен в отставку, нелестно отозвавшись о президенте клуба, что значительно ухудшило отношения руководства с болельщиками, и без того весьма напряжённые и в дальнейшем ещё больше деградировавшие из-за множества непопулярных поступков и заявлений Ольги Смородской. 
«Мы начали с 11-го места и закончили четвёртым-пятым. Это хороший результат. Что будет дальше — только бог знает. Везде пишут, что у Сёмина конфликт с Ольгой Юрьевной. У меня нет конфликта с Ольгой Юрьевной: у неё есть конфликт с футболом» — Юрий Сёмин.
Новым главным тренером был назначен Юрий Красножан, ранее работавший в «Спартаке» из Нальчика. Перед самым длинным чемпионатом в истории РФПЛ клуб расстался с рядом игроков, в том числе вернувшимся в «Динамо» Алиевым и центральными защитниками Сенниковым и Асатиани, а также сделал множество приобретений. Пополнившие состав футболисты, впрочем, ярко проявить себя не смогли (хотя самый дорогой новичок «Локомотива», босниец Сенияд Ибричич, был представлен Смородской как один из лучших полузащитников Европы). В начале сезона домашний стадион клуба оказался не готов принять матчи «Локомотива» из-за замены газона, поэтому «железнодорожникам» пришлось проводить домашние матчи начала сезона на стадионе «Лужники»; на свою арену «Локомотив» вернулся только в пятом туре. Несмотря на довольно успешный старт (после 11 туров команда отставала от первого места всего на одно очко) 6 июня Совет директоров клуба принял решение уволить Красножана в отставку с формулировкой «за упущения в работе». Обтекаемость формулировки и появившиеся в прессе слухи о возможном договорном характере матча 11 тура «Локомотив» — «Анжи» (проигранного «железнодорожниками» со счётом 1:2) вызвали огромный резонанс. Пост исполняющего обязанности главного тренера был передан Владимиру Маминову, а 1 июля 2011 года на пост наставника «Локомотива» был назначен португальский специалист Жозе Коусейру, ранее работавший в чемпионатах Португалии, Литвы и Турции. Коусейру принципиально «наигрывал» большое количество русских игроков и активно взаимодействовал с тренерским штабом молодёжного состава «Локомотива»; в частности, при нём основными центральными защитниками стали Максим Беляев и Тарас Бурлак, закрепился в составе Магомед Оздоев. 2011 год команда завершила довольно успешно: «красно-зелёные» заняли пятое место на первом этапе чемпионата, вышли из группы Лиги Европы со второго места и дошли до 1/4 финала Кубка России, выбив «Енисей» и «Луч-Энергию». В зимнее трансферное окно основным приобретением клуба стал форвард сборной России Роман Павлюченко. Однако окончание сезона стало для «железнодорожников» неудачным: «Локомотив» в рамках 1/16 финала Лиги Европы уступил по сумме двух матчей «Атлетику» из Бильбао, вылетел из Кубка России, потерпев разгромное поражение от «Рубина», и занял только седьмое место в чемпионате, не дающее права выступать в еврокубках.
После окончания чемпионата 2011—2012 клуб не стал продлевать контракт с Жозе Коусейру, на его место был назначен хорват Славен Билич, ранее тренировавший сборную Хорватии. Летом команду пополнили опытные игроки: будущий капитан центральный защитник Ведран Чорлука, нападающий Даме Н’Дойе, вернулся из «Динамо» правый полузащитник Александр Самедов. В концовке сезона Билич стал доверять место в стартовом составе 17-летнему полузащитнику Алексею Миранчуку. Однако, несмотря на усиление состава, «красно-зелёные» провели сезон ещё слабее предыдущего: в Кубке России «Локомотив» ограничился выходом в 1/8 финала, проиграв на данной стадии грозненскому «Тереку», а по итогам чемпионата России «Локомотив» занял только девятое место — худшее в постсоветской истории. 17 июня 2013 Славен Билич был отправлен в отставку за неудовлетворительные результаты; впоследствии игравшие под его началом Дмитрий Тарасов и Александр Самедов предполагали, что Славену не хватало опыта клубной работы, а Денис Глушаков вообще назвал Билича слабейшим тренером, с которым ему приходилось работать. Тренерский пост занял Леонид Кучук, под руководством которого «Кубань» заняла в завершившемся чемпионате пятое место — лучшее в истории клуба. В начале чемпионата России 2013/14 «железнодорожникам» удалось серьёзно укрепить полузащиту, купив Мубарака Буссуфа и Лассана Диарра у затеявшего перестройку «Анжи». Диарра и Буссуфа стали самыми дорогими игроками в истории «Локомотива»; благодаря этому усилению, результативности Н’Дойе и прогрессу ряда других игроков «Локо» мощно начал чемпионат, повторив клубные рекорды по голам, победам и очкам за первый круг и ушёл на зимний перерыв, разделив первое место с «Зенитом». В Кубке команда в очередной раз выступила неудачно, потерпев поражение от «Ротора» уже в 1/16 финала.

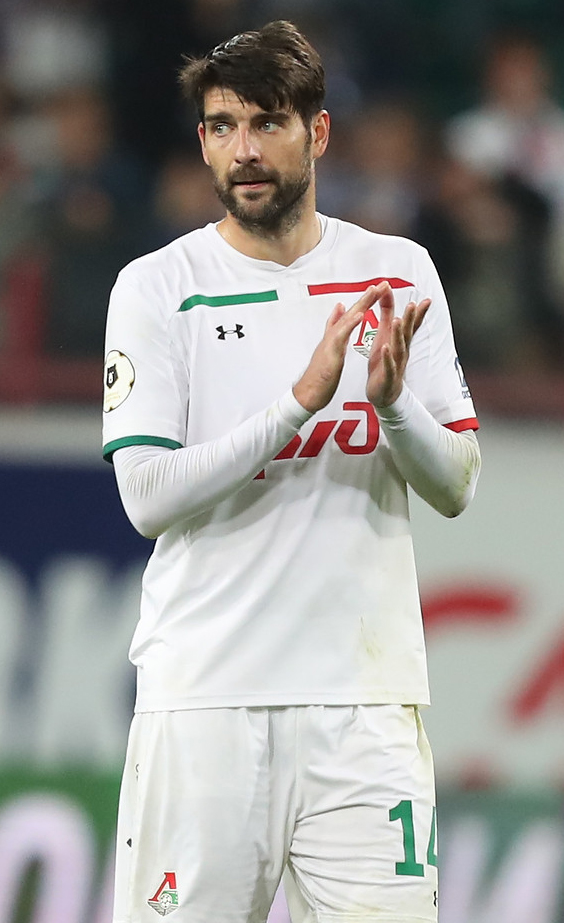
Ведран Чорлука

В начале сезона 2014/15 года пресса начала распространять слухи о конфликте Леонида Кучука с игроками, из-за чего лидеры предыдущего сезона Буссуфа и Диарра, приобретённые за значительные деньги, якобы отказались работать под началом тренера. Прочие футболисты остались в команде, но некоторое время спустя стали обмениваться упрёками с тренером через прессу. В условиях конфликта тренера с футболистами результаты команды начали резко ухудшаться: за двумя ничьими и двумя победами во внутреннем первенстве последовало домашнее поражение со счётом 1:4 в Лиге Европы от кипрского «Аполлона» и два поражения в чемпионате — от краснодарской «Кубани» и питерского «Зенита». После ничьей с «Мордовией» в сентябре 2014 года Кучук был отстранён от управления командой и в дальнейшем уволен. Незадолго до того клуб расторг контракт с Диарра в одностороннем порядке из-за невыполнения игроком условий соглашения. Диарра обжаловал решение, и «Локомотиву» пришлось доказывать свою правоту в судебных инстанциях ФИФА; спор был полностью разрешён только в 2017 году. Мубарак Буссуфа вернулся в состав в следующем же туре, был неодобрительно встречен болельщиками и в начале 2016 года покинул клуб. Леонид Кучук позже отмечал, что пропуск игроками первого сбора был заранее согласован, и конфликта с легионерами на самом деле не было.
После увольнения Кучука команду возглавил Миодраг Божович. Под его руководством ситуация в команде нормализовалась, и 2014 год она закончила в группе лидеров чемпионата, претендуя на место в еврокубках по итогам сезона. В начале 2015 года стало известно, что РЖД сократили финансирование «Локомотива» на 20 % из-за финансового кризиса в России. В мае УЕФА подвергла «Локомотив» штрафу в 5 миллионов евро (из них 3,5 млн — условно) за несоответствие условиям финансового фэйр-плей. 11 мая 2015 года после серии поражений Божович подал заявление об отставке, которое было принято руководством клуба. Исполняющим обязанности команды назначен Игорь Черевченко.
Под руководством Игоря Черевченко «Локомотив» завоевал Кубок России, обыграв в финале в дополнительное время краснодарскую «Кубань» со счётом 3:1. Завоёванный трофей стал первым для клуба с 2007 года. После победы в Кубке Черевченко был назначен главным тренером «Локомотива» на постоянной основе. В матче за Суперкубок «Локомотив» проиграл санкт-петербургскому «Зениту» (1:1, пен. 2:4). В сезоне-2015/16 «Локомотиву» была поставлена задача стать чемпионом России, но в итоге команда не сумела даже пробиться в еврокубки, а лидер атак команды Бай Умар Ньясс перешёл в «Эвертон».
В начале следующего сезона в «Локомотиве» произошли серьёзные кадровые перестановки: команду покинули главный тренер Черевченко и президент Ольга Смородская, на смену которой пришёл Илья Геркус. Главным тренером команды в четвёртый раз за карьеру стал Юрий Сёмин, а новым спортивным директором клуба стал Игорь Корнеев (работавший ранее в сборной России и «Зените»), кроме того в тренерский штаб команды вошёл Дмитрий Лоськов, а капитан команды Ведран Чорлука продлил контракт на четыре года. В феврале 2017 года состав «Локомотива» пополнил бразильский форвард Ари, взятый в аренду до конца сезона; нападающий быстро вписался в состав и забил до конца сезона шесть голов. В чемпионате команда заняла только 8 место с 42 очками, но сумела выиграть седьмой в истории клуба Кубок России, победив 2 мая 2017 года на сочинском стадионе «Фишт» екатеринбургский «Урал» со счётом 2:0; концовка матча была отмечена дракой между футболистами. 13 мая Лоськов сыграл прощальный матч, выведя команду на игру против «Оренбурга» с капитанской повязкой и уступив место на поле Алексею Миранчуку на 13-й минуте.

### Третье чемпионство (2017—2018)
В межсезонье московский клуб расстался с рядом высокооплачиваемых игроков, не имевших твёрдого места в основном составе: команду покинули защитники Янбаев и Шишкин, полузащитник Н’Динга, нападающие Шкулетич, Хенти и Майкон. Единственным новичком в составе «красно-зелёных» стал польский защитник Мацей Рыбус. В первом матче сезона «Локомотив» уступил в матче на Суперкубок России принципиальному сопернику — «Спартаку» — в дополнительное время со счётом 1:2. Уже в начале сезона в команде возникли проблемы с составом: вдобавок к защитникам Чорлуке и Виталию Денисову, получившим тяжёлые травмы ещё в конце предыдущего сезона, во втором туре из-за серьёзного повреждения колена выбыл Ари, и команда осталась вообще без номинальных нападающих. Тем не менее, роль форварда стал эффективно исполнять перуанский полузащитник Джефферсон Фарфан, а в конце августа на правах аренды до конца сезона с правом выкупа в «Локомотив» перешёл автор победного гола на Евро-2016 португалец Эдер. «Локомотиву» удалось обыграть основных конкурентов и завершить первый круг чемпионата на первом месте, а к зимнему перерыву после 20-го тура команда нарастила отрыв от второго места до восьми очков. «Красно-зелёные» достигли лучшего в своей истории результата в Лиге Европы, выиграв свою группу и дважды взяв верх над «Ниццей» в 1/16 финала еврокубка; в следующем раунде, однако, «Локо» ничего не смог противопоставить будущему победителю ЛЕ — мадридскому «Атлетико», потерпев два крупных поражения. Вылет из Лиги Европы позволил команде сосредоточить усилия на внутреннем первенстве, и 5 мая после домашней победы над «Зенитом» в матче 29-го тура, добытой благодаря голу Эдера в концовке матча, «Локомотив» в третий раз стал чемпионом России.

### С 2018 года
Летом 2018 года в команду пришли: форвард сборной России Фёдор Смолов из «Краснодара», чемпион мира 2014 года центральный защитник Бенедикт Хёведес («Шальке»), арендованный из «ПСЖ» центральный полузащитник Гжегож Крыховяк, выкупленный из «Рубина» воспитанник, крайний полузащитник Рифат Жемалетдинов, был выкуплен ранее арендованный форвард у «Лилля» Эдер, перешёл защитник сборной Нигерии Брайан Идову. Клуб не стал продлевать контракты с Неманьей Пейчиновичем и Мирославом Лобанцевым. Также не был предложен контракт форварду Ари. В первом матче сезона железнодорожники уступили со счётом 0:1 в дополнительное время ЦСКА в матче за Суперкубок России. К 10-му туру чемпионата России 2018/19 «Локомотив» был на 7-м месте и проиграл три из трёх матчей в Лиге чемпионов. Однако в последующих матчах команда потерпела только три поражения в 20 турах, взяла серебряные медали чемпионата и вышла в групповой этап Лиги чемпионов 2019/20. В финале Кубка России был обыгран «Урал» 1:0. «Локомотив» стал самым титулованным клубом этого турнира, выиграв трофей в 8-й раз в истории.
Первый матч сезона 2019/20 — игра за Суперкубок России против «Зенита» (3:2). 14 мая 2020 года руководство клуба, шедшего на 2-м месте в РПЛ, объявило об отказе продлевать заканчивающийся в этом месяце контракт с главным тренером Юрием Сёминым. Вместо него совет директоров единогласно назначил главным тренером 40-летнего серба Марко Николича, заключив контракт на два года с зарплатой 1,2 млн евро в год. Произошедшее вызвало недовольство фанатов, угрожавших организовать бойкоты матчей «Локомотива» и потребовавших отставки руководства. С новым тренером команда удержала 2-е место в чемпионате России и вышла в групповой этап Лиги чемпионов.
В матче за Суперкубок России с «Зенитом» «Локомотив» уступил 1:2. Пережив обновление (ушли Алексей Миранчук, Жуан Мариу, Джефферсон Фарфан, Бенедикт Хёведес), первый круг сезона 2020/2021 команда провалила: после 19 туров занимала 8-е место, а в Лиге чемпионов, набрав три очка, в третий раз подряд покинула турнир с последнего места. В декабре 2020 года ушли генеральный директор Василий Кикнадзе и председатель совета директоров Анатолий Мещеряков. Председателем совета директоров был избран заместитель генерального директора ОАО «РЖД» Александр Плутник, генеральным директором — Владимир Леонченко. После перерыва команда выдала победную серию из 11 игр, повторив свой клубный рекорд 1995 года, заняв в результате 3-е место в чемпионате. 12 мая 2021 года в финале Кубка России «Локомотив» победил «Крылья Советов» 3:1, стал девятикратным обладателем трофея и получил право выступить в групповом этапе Лиги Европы УЕФА следующего сезона.
В конце сезона 2020/2021 было объявлено о завершении карьеры многолетнего капитана Ведрана Чорлуки. Также клуб покинули Максим Мухин, Владислав Игнатьев, Никита Иосифов, Антон Коченков и Эдер. В Суперкубке России «Локомотив» уступил «Зениту» 0:3. В начале августа в «Краснодар» перешёл Гжегож Крыховяк. 6 июля 2021 года руководителем клуба по спорту и развитию был назначен немецкий функционер Ральф Рангник, ранее занимавший должность спортивного директора в австрийском клубе «Ред Булл Зальцбург», а 17 июля в команду Рангника вошёл бывший генеральный директор московского «Спартака» Томас Цорн. Летом того же года клуб провёл масштабную трансферную кампанию: команду пополнили Максим Ненахов, перешедший из «Ахмата», воспитанники ЦСКА Константин Марадишвили и Наир Тикнизян, белорус Кирилл Зинович, а также француз Алексис Бека Бека, хорват Тин Едвай и голландец Джирано Керк. Кроме того, из «Челси» в аренду с правом выкупа был взят англичанин Тино Анджорин.
«Локомотив» начал сезон 2021/22 с побед над тульским «Арсеналом» (3:1) и московским ЦСКА (2:1); благодаря дублю Фёдора Смолова команда на своём поле обыграла «Краснодар» (2:1). В непростой домашней игре против действующего чемпиона страны «Зенита» «Локомотив» добыл трудовую ничью (1:1), а в матче группового этапа Лиги Европы против марсельского «Олимпика» «железнодорожники», играя в меньшинстве с начала второго тайма, сумели вырвать ничью благодаря голу Тино Анджорина (1:1). 6 октября руководство клуба объявило об увольнении главного тренера Марко Николича, с которым после весенней победы в Кубке России был продлён контракт до 2025 года. На пост Николича был назначен немец Маркус Гисдоль — помощник Рангника по «Хоффенхайму». В общей сложности Гисдоль провёл у руля команды только 12 матчей, в которых «Локомотив» одержал всего три победы при трёх ничьих и шести поражениях. Команда при этом занимала промежуточное шестое место по итогам осенней части чемпионата России, а также вылетела из группового этапа Лиги Европы, в котором по результатам шести игр набрала лишь два очка и заняла последнее место в группе Е. 30 ноября 2021 года «Локомотив» объявил о расторжении контракта с Ральфом Рангником, а в марте 2022 года об отставке объявил Маркус Гисдоль.
После ухода Гисдоля исполняющим обязанности главного тренера стал многолетний лидер и капитан «Локомотива» Дмитрий Лоськов, вошедший в тренерский штаб команды ещё в 2016 году, когда ею руководил Юрий Сёмин. Тем не менее руководством клуба было позже принято решение назначить номинальным главным тренером Заура Хапова, ранее работавшего тренером вратарей «Локомотива». Де-факто же руководить тренировочным процессом в «Локомотиве» стал немец Марвин Комппер, входивший в штаб Маркуса Гисдоля, однако у Комппера отсутствовала лицензия Pro, позволявшая быть главным тренером команды. Весной «железнодорожники» вылетели из Кубка России, в 1/8 финала неожиданно уступив «Енисею» с разгромным счётом 0:4, а по итогам сезона Российской премьер-лиги 2021/22 смогли занять лишь шестое место в турнирной таблице. Таким образом, впервые за шесть лет «железнодорожникам» не удалось ни оказаться в тройке призёров чемпионата России, ни одержать победу в национальном кубке.
Перед началом сезона 2022/23 тренерский штаб «красно-зелёных» покинули Олег Пашинин и Дмитрий Лоськов. На этот раз главным тренером команды был назначен другой немец — Йозеф Циннбауэр, однако тренировочным процессом всё равно продолжал руководить Марвин Комппер. В стартовых пяти турах Российской Премьер-Лиги «Локомотив» не одержал ни одной победы, трижды сыграв вничью (с «Нижним Новгородом» (1:1), «Ростовом» (2:2) и «Крыльями Советов» (1:1)) и дважды крупно проиграв («Зениту» (0:5) и «Краснодару» (0:3)), и по итогам пяти туров находился в зоне стыковых матчей. В связи с неудачными результатами «железнодорожников» и неудовлетворительной деятельностью руководства клуба фанаты начали активно требовать отставок всех немецких специалистов (в том числе спортивного директора Томаса Цорна и тренеров — Йозефа Циннбауэра и Марвина Комппера), в частности скандируя кричалку «Убирайте немцев из клуба!» на трибунах «РЖД Арены». В сентябре 2022 года Комппер был уволен. К концу 12-го тура чемпионата России «Локомотив» шёл на 14-м месте, пропустив к тому моменту 26 мячей (больше пропускал только «Оренбург» — 27 голов) и одержав только две победы в первенстве (над «Оренбургом» (5:1) и «Химками» (3:0)). Кроме того, команда проиграла в пяти играх подряд в рамках Российской премьер-лиги (до этого максимальная серия поражений «Локомотива» в чемпионате составляла три матча), что стало антирекордом для «красно-зелёных». 8 октября после разгромного поражения от «Сочи» (0:4) Цорн и Циннбауэр покинули клуб.
13 ноября 2022 года объявлено о назначении главным тренером команды Михаила Галактионова, в штаб которого вошли Олег Пашинин и Дмитрий Лоськов. В межсезонье состав команды претерпел изменения: его пополнили вратарь Илья Лантратов, защитник Игорь Смольников и полузащитники Сергей Пиняев и Максим Глушенков; на правах свободного агента в клуб перешёл нападающий Артём Дзюба; был подписан контракт с аргентинским защитником Херманом Конти. Сезон 2022/23 «Локомотив» завершил уверенной домашней победой над «Торпедо» (3:1) и по результатам всего турнира занял восьмое место в чемпионате России.
В сезоне 2023/24 клуб принял решение расстаться с такими игроками, как Ян Кухта (перешёл в Спарту) и Вильсон Изидор (перешёл на правах аренды с последующим выкупом в «Зенит»). В свою очередь в клуб пришли Илья Самошников, Жерзино Ньямси, Владислав Сарвели, а также на правах аренды вернулся воспитанник клуба Тимур Сулейманов. Клуб принял решение сделать ставку на игроков с российским паспортом, заявив на сезон 2023/24 всего 4 легионеров. В первых пяти турах Премьер-лиги «Локомотив» одержал одну победу при трёх ничьих и одном поражении. В середине сезона клуб занимал промежуточное 7-е место. Во второй половине чемпионата результат немного улучшился, и «Локомотив» закончил сезон на 4-й строчке. В Кубке России «Локомотив» дошёл до 1/4 финала пути РПЛ, где проиграл калининградской «Балтике» по пенальти, а в 1/4 финала пути регионов клуб проиграл «Уралу» (0:1).
1 июля 2024 года Локомотив объявил об уходе капитана и легенды клуба Маринато Гильерме, который провёл в клубе 17 лет и сыграл за него 387 матчей, отказавшись продлевать с ним контракт. Болельщики крайне негативно отреагировали на это решение руководства клуба. Но в марте «Локомотив» объявил о возвращении Гильерме в систему клуба в качестве координатора по развитию и подготовке вратарей молодёжного футбола. Также клуб покинули вратарь Даниил Худяков, Максим Глушенков, Антон Миранчук и Джирано Керк. Вместо них клуб подписал Дмитрия Воробьёва из «Оренбурга», Сесара Монтеса из испанской «Альмерии», а также на правах свободного агента в клуб перешёл Артём Тимофеев. Клуб продолжил делать ставку на доморощенных игроков, что в первой половине сезона давало хорошие результаты, и команда долгое время держалась в топ-3 чемпионата. Но после зимней паузы «Локомотив» резко сдал позиции, и закончил сезон на 6-й строчке. В Кубке России «Локомотив», как и в прошлом году, дошёл до 1/4 финала пути РПЛ, где проиграл московскому «Динамо», а в пути регионов в полуфинале уступил «Ростову» (0:2). На фоне удручающих результатов стали ходить новости об утрате доверия к Михаилу Галактионову, и возможном расторжении с ним контракта.

## Символика и форма

### Клубные цвета
| Красный | Зелёный | Белый |

### Эмблема клуба
В 1936 году на логотипе клуба железнодорожников разместили большую букву «Л» с выезжающим из-за неё паровозом.
Со временем технический прогресс вытеснил паровую машину — на эмблеме появилось упрощённое изображение тепловоза ТЭ3 зелёного цвета; вместе с красной буквой «Л» они и стали цветами клуба. Внизу композиции появилось крылатое колесо — символ РЖД.
В 1996 году между локомотивом и колесом был помещён футбольный мяч. Права на этот логотип (товарный знак) принадлежат Российскому физкультурно-спортивному обществу «Локомотив», а клуб лишь арендует его. По данным издания «РБ Бизнес» стоимость использования товарного знака «Локомотив» для клуба составляет 7 млн рублей в год. 

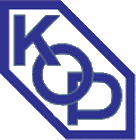
1923—1930

### Гимн клуба
Гимн «Локомотива», написанный руководителем фанатской группы «Реактив» (Reactive) Августом Крепаком, был представлен публике 10 февраля 2005 года в московском спорткомплексе «Олимпийский», где состоялась церемония награждения "Золотой год «Локомотива». На ней чествовались футбольный, регбийный и волейбольный клубы «Локомотив», ставшие победителями чемпионатов России по итогам 2004 года. Сейчас гимн звучит на «РЖД Арене» перед каждым домашним матчем «Локомотива». В записи гимна приняли участие Государственная академическая симфоническая капелла России под управлением Валерия Полянского и народный артист России Алексей Мартынов.
В каждом сердце навек твои цвета,
Мы крепли много лет…
Ты писал золотыми буквами
Историю побед!
Сквозь года и дни ты надежду пронёс,
В твой великий удел мы верим!
Развевайтесь, знамёна славные,
Зажглась твоя звезда!
Мы с тобою, наш «Локомотив»,
Отныне и навсегда!

### Форма
«Клуб Октябрьской Революции», предшественник «Локомотива», выступал в светло-синих футболках с белыми трусами, в соответствии с цветами эмблемы клуба. После организации команды мастеров под эгидой Всесоюзного спортивного общества «Локомотив» в 1936 году главными цветами команды стали красный и белый. Долгое время «Локомотив» выступал в красных футболках с широкой вертикальной полосой белого цвета посередине. Трусы были белого цвета, а гетры — красного. В отделке запасной формы использовались также зелёный и чёрный цвета: зелёным был пояс, а чёрным — стилистическое изображение локомотива на груди.
В 1944 году футболки стали полностью красного цвета, а в следующем году трусы стали чёрными. До середины 1950-х годов варьировались футболки (красные с вертикальной полосой либо просто красные) и трусы (чёрные или белые). В 1955 году появился новый дизайн формы — красные футболки с белыми рукавами, белые трусы и красные гетры.
В победном финале Кубка СССР 1957 года команда выступила в КОРовских цветах (соперником был красно-белый «Спартак»). В следующем году появились полностью белые футболки с красными трусами. Вплоть до 1965 года «Локомотив» варьировал эти новые формы (либо полностью белые, либо красные футболки, либо красные футболки с белым рукавом).
В 1966 году команда выступала в вертикальную полоску красно-белых футболках с белыми трусами, в 1969-м — в полностью белой форме. В 1974 году появился новый вариант — белые футболки с красными рукавами. Команда ещё несколько раз возвращалась к этому варианту формы. Но в следующем сезоне произошло возвращение к традиционным красным футболкам с продольной белой полосой.
В 1983 команда выступала в белой форме. На левой половине футболок нисходила вертикальная красная полоса. До начала 1990-х годов команда ещё много экспериментировала с различными старыми вариантами формы. В основном, до начала 2000-х годов в цветовой гамме клуба преобладали красный, белый и, в значительно меньшей степени, чёрный цвета.
В 2000 году на форме «Локомотива» впервые появился зелёный цвет в виде боковых окантовок домашних и гостевых футболок и трусов. В 2003 году «Локомотив» выступал в градиентной красно-белой форме — белый цвет увеличивался к верху. В 2004 году команда стала выступать в красных футболках с зелёным воротничком и боковой отделкой футболок. Трусы и гетры были белыми либо красными.

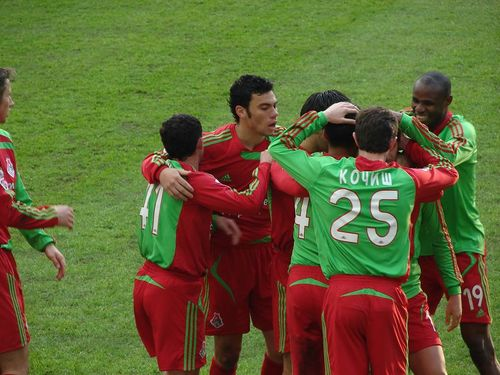
Футболисты празднуют гол в полуфинале кубка России 2007 года

В 2007 году команда стала выступать в футболках салатово-красного цвета, красных трусах и гетрах. С 2008 года команда выступает в футболках красного цвета с салатовыми вставками, красных трусах и гетрах.
В 2008 году, в финальном матче розыгрыша Кубка РЖД против испанской «Севильи», «Локомотив» сыграл в необычной для себя форме: золотые футболки, чёрные трусы и чёрные гетры.
23 февраля 2012 года, в ответном матче 1/16 финала Лиги Европы против «Атлетика» (Бильбао), «Локомотив» впервые выступил в резервной форме для европейской кампании: фиолетовые футболки, белые трусы и гетры.
В сезоне 2013/2014 клубная форма была представлена в трёх комплектах: домашнем, гостевом и резервном. Домашняя форма «Локомотива» выполнена в традиционных клубных цветах — красном и зелёном, а фронтальная сторона футболки впервые дополнена графическим контрастным принтом. Ворот V-образной формы с зелёной окантовкой и вставки на торсе, выполненные по косой линии, подчёркивают атлетичность игроков. Гостевой комплект формы по-прежнему остаётся белым: акценты в нём делаются только на отделку кантов футболки зелёным и красным цветом. А для резервной формы выбран новый цвет — глубокий серый с графическим принтом, напоминающий стиль «хаки».

#### Домашняя
| 1936    | 2006    | 2007    | 2008    | 2009    | 2010    | 2011/12 | 2012/13 | 2013/14 | 2014/15 |  |
| 2015/16 | 2016/17 | 2017/18 | 2018/19 | 2019/20 | 2020/21 | 2021/22 | 2022/23 | 2023/24 |         |  |

#### Гостевая
| 2006    | 2007    | 2008    | 2009    | 2010    | 2011/12   | 2012/13 | 2013/14 | 2014/15 | 2015/16 |  |
| 2016/17 | 2017/18 | 2018/19 | 2019/20 | 2020/21 | 2021—2023 | 2023/24 |         |         |         |  |

#### Резервная
| 2007    | 2007    | 2010    | 2011/12 | 2012/13 | 2013/14 | 2014/15 | 2015/16 | 2016/17 | 2017/18 |
| 2018/19 | 2019/20 | 2020/21 | 2021/22 |         |         |         |         |         |         |

### Экипировка и спонсоры
| Годы      | Производители формы | Годы       | Спонсоры           |
| --------- | ------------------- | ---------- | ------------------ |
| 1936—1992 | ?                   | —          | Без спонсора       |
| 1989      | Adidas              | —          | Без спонсора       |
| 1990—1992 | Score               | —          | Без спонсора       |
| 1993      | Patrick             | 1993       | Victor             |
| 1993      | Adidas              | 1993       | Galleano Transport |
| 1994      | Umbro               | 1994       | El Campero         |
| 1995—1999 | Puma                | 1995       | El Campero         |
| 1995—1999 | Puma                | 1995—1996  | Samsung            |
| 1995—1999 | Puma                | 1997—1999  | TransRail          |
| 2000      | Diadora             | 2000       | РЖД                |
| 2001      | Puma                | 2001       | РЖД                |
| 2002—2004 | Nike                | 2002—2003  | МЖД                |
| 2002—2004 | Nike                | 2004       | РЖД                |
| 2005—2010 | Adidas              | 2005—н. в. | РЖД                |
| 2011—2014 | Puma                | 2005—н. в. | РЖД                |
| 2014—2018 | Adidas              | 2005—н. в. | РЖД                |
| 2018—2020 | Under Armour        | 2005—н. в. | РЖД                |
| 2020—2022 | Adidas              | 2005—н. в. | РЖД                |

## Достижения
Чемпионат СССР / Чемпионат России
- Чемпион (3): 2002, 2004, 2018
- Серебряный призёр (7): 1959 / 1995, 1999, 2000, 2001, 2019, 2020
- Бронзовый призёр (6): 1994, 1998, 2005, 2006, 2014, 2021

Кубок СССР / Кубок России (9, рекорд)
- Обладатель (11): 1936, 1957 / 1996, 1997, 2000, 2001, 2007, 2015, 2017, 2019, 2021
- Финалист (2): 1990 / 1998

Суперкубок России
- Обладатель (3): 2003, 2005, 2019

Первая лига СССР
- Победитель (3): 1947, 1964, 1974
- Серебряный призёр (2): 1971, 1987
- Бронзовый призёр (3): 1951, 1973, 1981

### Еврокубки
- Лига чемпионов УЕФА
- 1/8 финала: 2003/04
- Лига Европы УЕФА
- 1/8 финала: 2017/18
- Кубок обладателей кубков УЕФА
- 1/2 финала (2): 1997/98, 1998/99

### Международные
- Кубок Содружества
- Обладатель: 2005

## Основная команда

### Игроки
| 1  | Флаг России   | Вр  | Антон Митрюшкин           | 1996 |  |  |  |  |  |
| 16 | Флаг России   | Вр  | Даниил Веселов            | 2005 |  |  |  |  |  |
| 22 | Флаг России   | Вр  | Илья Лантратов            | 1995 |  |  |  |  |  |
|    |               |     |                           |      |  |  |  |  |  |
| 2  | Флаг Эквадора | Защ | Кристиан Рамирес          | 1994 |  |  |  |  |  |
| 3  | Флаг Бразилии | Защ | Лукас Фасон               | 2001 |  |  |  |  |  |
| 5  | Флаг Франции  | Защ | Жерзино Ньямси            | 1997 |  |  |  |  |  |
| 23 | Флаг Мексики  | Защ | Сесар Монтес              | 1997 |  |  |  |  |  |
| 24 | Флаг России   | Защ | Максим Ненахов            | 1998 |  |  |  |  |  |
| 45 | Флаг России   | Защ | Александр Сильянов        | 2001 |  |  |  |  |  |
| 59 | Флаг России   | Защ | Егор Погостнов            | 2004 |  |  |  |  |  |
| 85 | Флаг России   | Защ | Евгений Морозов           | 2001 |  |  |  |  |  |
|    |               |     |                           |      |  |  |  |  |  |
| 6  | Флаг России   | ПЗ  | Дмитрий Баринов (капитан) | 1996 |  |  |  |  |  |

| 7  | Флаг России   | ПЗ  | Зелимхан Бакаев    | 1996 |  |  |  |  |  |
| 8  | Флаг России   | ПЗ  | Владислав Сарвели  | 1997 |  |  |  |  |  |
| 9  | Флаг России   | ПЗ  | Сергей Пиняев      | 2004 |  |  |  |  |  |
| 14 | Флаг России   | ПЗ  | Никита Салтыков    | 2004 |  |  |  |  |  |
| 83 | Флаг России   | ПЗ  | Алексей Батраков   | 2005 |  |  |  |  |  |
| 90 | Флаг России   | ПЗ  | Данила Годяев      | 2004 |  |  |  |  |  |
| 93 | Флаг России   | ПЗ  | Артём Карпукас     | 2002 |  |  |  |  |  |
| 94 | Флаг России   | ПЗ  | Артём Тимофеев     | 1994 |  |  |  |  |  |
|    |               |     |                    |      |  |  |  |  |  |
| 10 | Флаг России   | Нап | Дмитрий Воробьёв   | 1997 |  |  |  |  |  |
| 19 | Флаг России   | Нап | Александр Руденко  | 1999 |  |  |  |  |  |
| 27 | Флаг России   | Нап | Николай Комличенко | 1995 |  |  |  |  |  |
| 99 | Флаг Беларуси | Нап | Руслан Мялковский  | 2006 |  |  |  |  |  |

#### Вне состава
| \| № \| \| Поз. \| Имя \| Год рождения \| \| - \| \| ---- \| ------------- \| ------------ \| \| \| \| Защ \| Марк Мампасси \| 2003 \| |              |      |               |              |
| № |              | Поз. | Имя           | Год рождения |
| | Флаг Украины | Защ  | Марк Мампасси | 2003         |

#### Игроки в аренде в других клубах
| \| № \| \| Поз. \| Имя \| Год рождения \| \| - \| \| ---- \| --------------------------------------------------------------- \| ------------ \| \| \| \| Вр \| Роланд Джобава (в Спартаке (Кострома) до 30 июня 2026) \| 2006 \| \| \| \| Защ \| Иван Кузьмичёв (в Родине до 31 декабря 2025) \| 2000 \| \| \| \| Защ \| Арсений Агеев (в БАТЭ до 31 декабря 2025) \| 2004 \| \| \| \| Защ \| Кирилл Волков (в Арсенале (Дзержинск) до 31 декабря 2025) \| 2006 \| \| \| \| ПЗ \| Вадим Арутюнян (в Арсенале (Дзержинск) до 31 декабря 2025) \| 2005 \| \| \| \| Нап \| Дмитрий Радиковский (в Витебске до 31 декабря 2025) \| 2005 \| \| \| \| Нап \| Вадим Раков (в Крыльях Советов до 30 июня 2026) \| 2005 \| \| \| \| Нап \| Педриньо (в Куябе до 31 декабря 2025) \| 1999 \| \| \| \| Нап \| Александр Французов (в Арсенале (Дзержинск) до 31 декабря 2025) \| 2004 \| |               |      |                                                                 |              |
| № |               | Поз. | Имя                                                             | Год рождения |
| | Флаг России   | Вр   | Роланд Джобава (в Спартаке (Кострома) до 30 июня 2026)          | 2006         |
| | Флаг России   | Защ  | Иван Кузьмичёв (в Родине до 31 декабря 2025)                    | 2000         |
| | Флаг Беларуси | Защ  | Арсений Агеев (в БАТЭ до 31 декабря 2025)                       | 2004         |
| | Флаг России   | Защ  | Кирилл Волков (в Арсенале (Дзержинск) до 31 декабря 2025)       | 2006         |
| | Флаг Армении  | ПЗ   | Вадим Арутюнян (в Арсенале (Дзержинск) до 31 декабря 2025)      | 2005         |
| | Флаг России   | Нап  | Дмитрий Радиковский (в Витебске до 31 декабря 2025)             | 2005         |
| | Флаг России   | Нап  | Вадим Раков (в Крыльях Советов до 30 июня 2026)                 | 2005         |
| | Флаг Бразилии | Нап  | Педриньо (в Куябе до 31 декабря 2025)                           | 1999         |
| | Флаг Беларуси | Нап  | Александр Французов (в Арсенале (Дзержинск) до 31 декабря 2025) | 2004         |

### Тренерский штаб
| Имя                | Должность                       |
| ------------------ | ------------------------------- |
| Михаил Галактионов | Главный тренер                  |
| Олег Лёвин         | Старший тренер                  |
| Дмитрий Лоськов    | Тренер                          |
| Олег Пашинин       | Тренер                          |
| Заур Хапов         | Тренер вратарей                 |
| Кирилл Жинкин      | Тренер по физической подготовке |
| Владимир Савченко  | Специалист-аналитик             |
| Сергей Кузнецов    | Начальник команды               |

## Молодёжная команда

### Игроки
| 54 | Флаг России | Вр  | Даниил Копничев     | 2007 |  |  |  |  |  |
| 56 | Флаг России | Вр  | Богдан Шейко        | 2006 |  |  |  |  |  |
| 64 | Флаг России | Вр  | Вадим Другов        | 2006 |  |  |  |  |  |
|    |             |     |                     |      |  |  |  |  |  |
| 39 | Флаг России | Защ | Павел Берлов        | 2007 |  |  |  |  |  |
| 41 | Флаг России | Защ | Илья Золкин         | 2006 |  |  |  |  |  |
| 42 | Флаг России | Защ | Кирилл Балашов      | 2006 |  |  |  |  |  |
| 47 | Флаг России | Защ | Егор Ведерников     | 2006 |  |  |  |  |  |
| 49 | Флаг России | Защ | Евгений Аксёнов     | 2007 |  |  |  |  |  |
| 62 | Флаг России | Защ | Денис Трайгель      | 2006 |  |  |  |  |  |
| 65 | Флаг России | Защ | Артём Сёмин         | 2007 |  |  |  |  |  |
| 72 | Флаг России | Защ | Заур Кардов         | 2006 |  |  |  |  |  |
| 76 | Флаг России | Защ | Матвей Захаржевский | 2006 |  |  |  |  |  |
| 82 | Флаг России | Защ | Даниил Лазарев      | 2006 |  |  |  |  |  |
|    |             |     |                     |      |  |  |  |  |  |
| 38 | Флаг России | ПЗ  | Станислав Топинка   | 2006 |  |  |  |  |  |
| 48 | Флаг России | ПЗ  | Даниил Дементьев    | 2007 |  |  |  |  |  |
| 61 | Флаг России | ПЗ  | Матвей Лыков        | 2007 |  |  |  |  |  |

| 68 | Флаг России | ПЗ  | Элвин Данилов      | 2006 |  |  |  |  |  |
| 70 | Флаг России | ПЗ  | Максим Истомин     | 2005 |  |  |  |  |  |
| 72 | Флаг России | ПЗ  | Ефим Кузьмин       | 2006 |  |  |  |  |  |
| 74 | Флаг России | ПЗ  | Даниил Чевардин    | 2006 |  |  |  |  |  |
| 75 | Флаг России | ПЗ  | Сергей Чубенко     | 2006 |  |  |  |  |  |
| 78 | Флаг России | ПЗ  | Фёдор Бондарь      | 2007 |  |  |  |  |  |
| 79 | Флаг России | ПЗ  | Константин Шоронов | 2006 |  |  |  |  |  |
| 95 | Флаг России | ПЗ  | Алексей Гердт      | 2006 |  |  |  |  |  |
| 96 | Флаг России | ПЗ  | Иван Анисимов      | 2006 |  |  |  |  |  |
|    |             |     |                    |      |  |  |  |  |  |
| 46 | Флаг России | Нап | Богдан Цыбров      | 2006 |  |  |  |  |  |
| 57 | Флаг России | Нап | Марат Атипов       | 2007 |  |  |  |  |  |
| 63 | Флаг России | Нап | Александр Морозов  | 2006 |  |  |  |  |  |
| 67 | Флаг России | Нап | Владислав Мамонов  | 2005 |  |  |  |  |  |
| 73 | Флаг России | Нап | Егор Степанов      | 2006 |  |  |  |  |  |
| 87 | Флаг России | Нап | Артём Корнеев      | 2006 |  |  |  |  |  |

## Руководство клуба
- Юрий Нагорных — председатель совета директоров
- Владимир Леонченко — генеральный директор
- Владимир Коротков — помощник генерального директора — управляющий делами команды
- Дмитрий Ульянов — спортивный директор
- Борис Ротенберг — директор департамента развития молодёжного футбола

## Стадионы

### Первые стадионы
Организованная в 1922 году команда рабочих железнодорожного депо Москва-пассажирская Казанской железной дороги («Казанка») изначально арендовала поле «Медиков» в Сокольниках. Первый собственный стадион клуба «Клуба имени Октябрьской революции» (КОР) построен в 1923 году, когда его члены собственными силами расчистили и оборудовали под спортивную площадку пустырь на Разгуляе, между Ольховской и Новорязанской улицами, постепенно превратившуюся в стадион. Там 12 августа 1923 года состоялась дебютная игра КОРа. На стадионе, получившем позднее название Центральный стадион «Локомотив», проводились матчи чемпионата Москвы, Чемпионата СССР, Кубка СССР, товарищеские игры.

### «РЖД Арена»

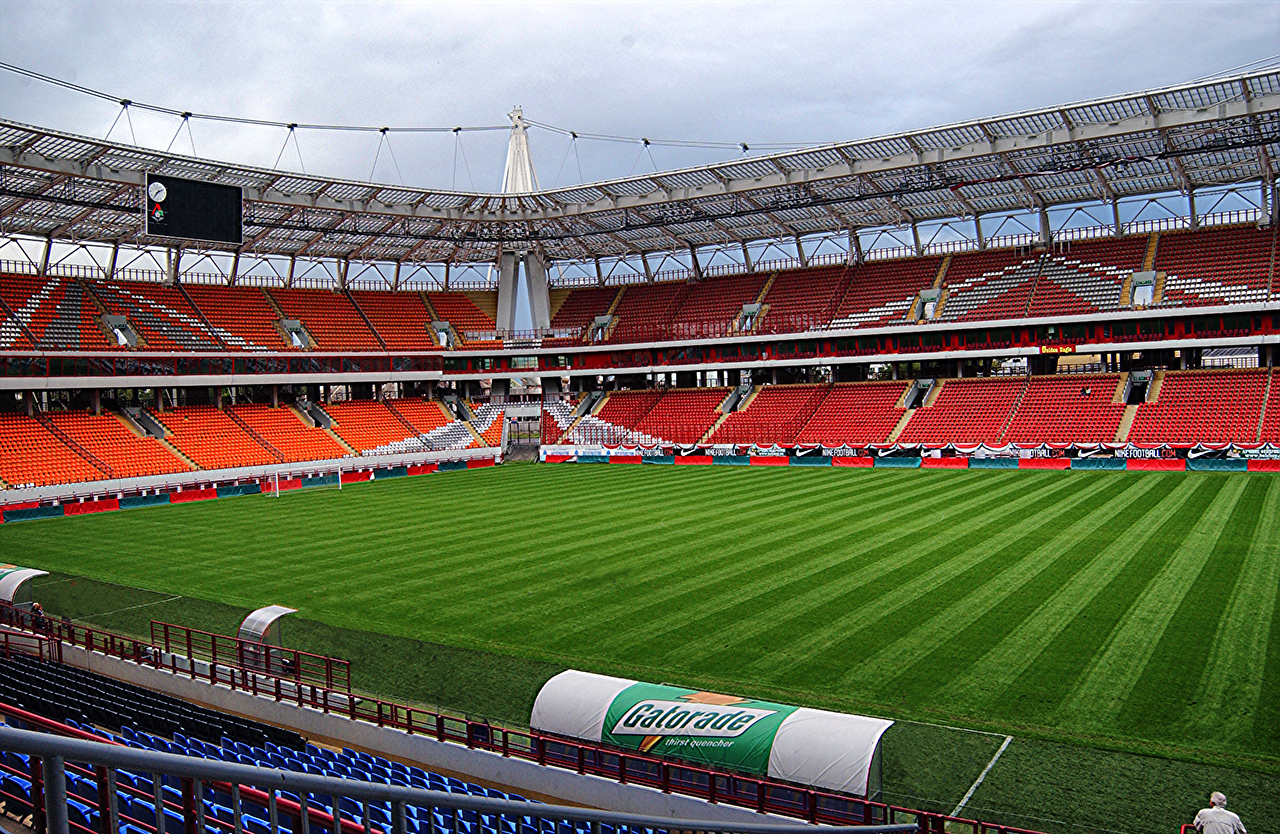
Панорама «РЖД Арены»

Проект нового стадиона в Черкизове был разработан в 1933—1936 годах архитекторами А. Я. Васильевым и Г. Г. Вегманом, которые задумали его как парк-стадион. Первоначально стадион строился по заказу Центрального комитета профсоюза Электромашиностроения и назывался «Стадион ЦК Электриков». К 1935 году была возведена первая очередь стадиона, включившая в себя основную арену на 15 тыс. зрителей, легкоатлетический сектор, четыре теннисных корта, волейбольные площадки и спортивный корпус. Из-за нехватки у профсоюза средств для возведения второй очереди стадиона спортивный комплекс из ведения ЦК профсоюза Электромашиностроения изъяли и стадион получил название «Сталинец». Многие московские команды проводили на нём домашние матчи.
Открытие стадиона «Локомотив», построенного на месте стадиона «Сталинец» состоялось 17 августа 1966 года — в этот день «Локомотив» принимал киевское «Динамо» и уступил 0:3.
В 2000 году началось строительство нового стадиона. Первый матч на новом стадионе состоялся 5 июля 2002 года: «Локомотив» в рамках чемпионата России обыграл элистинский «Уралан» — 1:0 (гол в свои ворота забил украинский защитник «Уралана» Дмитрий Семочко).
Стадион полностью соответствует международным стандартам и считается одним из лучших в России по технической оснащённости и оригинальности конструкции. У него есть четыре трибуны, названные по сторонам света, каждая состоит из двух ярусов, а между ними идёт кольцо VIP-лож. У стадиона есть крыша над всеми зрительскими местами, четыре видеоэкрана в угловых секторах верхнего яруса трибун. Около стадиона располагаются кассы, камера хранения, два тренировочных поля, офис клуба «Локомотив», автостоянка. В подтрибунных помещениях есть фитнес-клуб.
Стадион носил название «Локомотив» до 5 августа 2017 года, когда был переименован в «РЖД Арену». Некоторые домашние матчи на стадионе проводит сборная России, а также большинство матчей в еврокубках проводил ПФК ЦСКА. В августе 2007 и 2008 года на стадионе проводились матчи Кубка РЖД.
Возле стадиона установлен настоящий локомотив — паровоз Л-3516.
Дикторы стадиона: до лета 2012 — Степан Левин, с лета 2012 года по 2015 год — Виктор Степанов, с 2015 года по март 2021 — Евгений Кириллов.

## Болельщики
Поклонники «Локомотива» предпочитают указывать как дату начала организованной поддержки команды 22 мая 1981 года, когда несколько болельщиков «Локомотива» в первый раз посетили выездной матч команды. В советский период и в первые розыгрыши чемпионата России «Локомотив» был наименее популярным из московских футбольных клубов, уступая намного более титулованным «Спартаку», ЦСКА, «Динамо» и «Торпедо», и по причине относительно низкого интереса болельщиков и скромных успехов команды носил прозвище «пятого колеса в телеге московского футбола». Тем не менее, войдя в число лидеров российского футбола в течение 1990-х и 2000-х годов, а также открыв в 2002 году новый современный стадион, клуб приобрёл большое количество поклонников, что иллюстрирует рост посещаемости с 1800—2000 болельщиков до более чем 15 тысяч в 2009 году. На домашних матчах активные поклонники «Локомотива» занимают Южную трибуну «РЖД Арены», и крупнейшее объединение ультрас называется United South (рус. Объединённый Юг). Болельщики «Локомотива» есть во всех регионах России.
В течение продолжительного периода времени фанаты «Локомотива» поддерживали ровные отношения с болельщиками московских клубов, но со временем на почве футбольного хулиганства соперниками красно-зелёных стали фанаты московского «Торпедо» и раменского «Сатурна». В связи с участием фанатов московского «Спартака» в столкновениях с болельщиками «Локомотива» на стороне торпедовцев (достоверно известно о таких стычках, начиная с 2004 года), отношения фанатов «Локомотива» и «Спартака» также стали враждебными.
Самыми принципиальными для болельщиков «Локомотива» соперниками традиционно являются «Торпедо» (с 1990-х годов), а также «Сатурн». В последние годы враждебными стали взаимоотношения со «Спартаком» и «Зенитом». После вылета «Торпедо» и «Сатурна» из Премьер-лиги, появились фанатские противостояния с «Ростовом» и «Крыльями Советов». Также при сохранении нейтральных отношений между фанатами на первый план вышло обусловленное в первую очередь спортивной конкуренцией противостояние с ЦСКА.

### Самые массовые выезды болельщиков «Локомотива»
- Рекорд чемпионатов России: около 3500 человек — в Ярославль на матч с «Шинником», в котором решалась судьба золотых медалей чемпионата 2004 года[181], и на матч с «Краснодаром» в конце чемпионата 2017/18[182];
- Рекорд еврокубков: 2000 человек — на матч с киевским «Динамо» в Лиге чемпионов 2003/2004[181];
- Рекордом выездов в страны, где требуется виза: в Турин на матч третьего тура группового этапа Лиги чемпионов 2019/2020 против Ювентуса, прошедший 22 октября 2019 года — по разным оценкам от 1600 до 2000 человек[183][184] (второй по массовости выезд — 820 человек в Оломоуц на матч Лиги Европы 2017/18 с чешским «Фаставом»[185]).
- Самый массовый выезд вообще: около 7000 человек — на финальный матч Кубка России 2016/2017 против «Урала» в Сочи[186].

### Известные болельщики
- Валерий Баринов[187]
- Антон Богданов[188]
- Аристарх Венес[189]
- Никита Высоцкий[190]
- Леван Горозия (L’One)[191]
- Игорь Лебедев[192]
- Гарик Мартиросян[193]
- Алексей Савватеев[194]
- Сергей Светлаков[195]
- Владимир Стеклов[196]

## Достижения игроков «Локомотива»
- Футболисты года в России по версии газеты «Спорт-Экспресс» и еженедельника «Футбол»:
  -  Алексей Смертин — 1999 год
  -  Руслан Нигматуллин — 2001 год
  -  Дмитрий Лоськов — 2002 и 2003 годы
  -  Дмитрий Сычёв — 2004 год
- Лучшие бомбардиры чемпионата России:
  -  Дмитрий Лоськов — 2000 и 2003 годы
- Лучшие в чемпионате России по системе «гол+пас»:
  -  Дмитрий Лоськов — 2006 год
  -  Александр Алиев — 2010 год
- Игроки «Локомотива» — победители международных турниров:
  -  Валентин Бубукин — чемпион Европы 1960
  -  Владимир Маслаченко — чемпион Европы 1960
  -  Сергей Горлукович — Олимпийский чемпион 1988
  -  Сесар Монтес — обладатель Золотого кубка КОНКАКАФ 2025

### Футболисты, сыгравшие 100 и более матчей
Список футболистов, сыгравших 100 и более матчей за клуб. Учитываются только матчи официальных турниров (чемпионат СССР, Кубок СССР, чемпионат России, Кубок России, Кубок Федерации футбола СССР, приз Всесоюзного комитета, Кубок Премьер-Лиги, Суперкубок России, Кубок чемпионов УЕФА, Лига чемпионов УЕФА, Кубок УЕФА, Лига Европы УЕФА, Кубок обладателей кубков УЕФА, Кубок Интертото). Полужирным выделены игроки, принадлежащие клубу до настоящего времени.
- Михаил Антоневич
- Алексей Арифуллин
- Виталий Артемьев
- Малхаз Асатиани
- Рудольф Атамалян
- Сергей Базулев
- Дмитрий Баринов
- Владимир Басалаев
- Владимир Беляков
- Динияр Билялетдинов
- Ринат Билялетдинов
- Александр Бокий
- Валентин Бубукин
- Валерий Ващенков
- Виктор Ворошилов
- Рашид Галлакберов
- Олег Гарин
- Гильерме
- Денис Глушаков
- Сергей Горлукович
- Сергей Гуренко
- Виталий Денисов
- Заза Джанашия
- Евгений Дрожкин
- Юрий Дроздов
- Ян Дюрица
- Вадим Евсеев
- Рифат Жемалетдинов
- Геннадий Забелин
- Владислав Игнатьев
- Сергей Игнашевич
- Марат Измайлов
- Алексей Ильин
- Андрей Калайчев
- Александр Калашников
- Сергей Камзулин
- Артём Карпукас
- Соломон Кверквелия
- Юрий Ковалёв
- Александр Коломейцев
- Алексей Косолапов
- Гжегож Крыховяк
- Борис Кузнецов
- Андрей Лаврик
- Виктор Лахонин
- Джейкоб Лекхето
- Дмитрий Лоськов
- Евгений Лядин
- Майкон
- Владимир Маминов
- Владимир Маслаченко
- Алексей Миранчук
- Антон Миранчук
- Тарас Михалик
- Владимир Муханов
- Максим Ненахов
- Руслан Нигматуллин
- Геннадий Нижегородов
- Саркис Оганесян
- Алексей Овчинников
- Сергей Овчинников
- Олег Пашинин
- Неманья Пейчинович
- Валерий Петраков
- Борис Петров
- Руслан Пименов
- Анатолий Пискунов
- Евгений Рогов
- Мацей Рыбус
- Олег Саматов
- Александр Самедов
- Альберт Саркисян
- Дмитрий Сенников
- Александр Смирнов
- Виктор Соколов
- Андрей Соломатин
- Вячеслав Спиридонов
- Дмитрий Сычёв
- Дмитрий Тарасов
- Пётр Теренков
- Наир Тикнизян
- Дмитрий Торбинский
- Владимир Уткин
- Мануэл Фернандеш
- Евгений Харлачёв
- Александр Хомутецкий
- Игорь Черевченко
- Юрий Чесноков
- Ведран Чорлука
- Игорь Чугайнов
- Валерий Шелудько
- Виктор Шишкин
- Роман Шишкин
- Эдер
- Ренат Янбаев

## Игроки сборных в составе «Локомотива»
Жирным выделены действующие игроки «Локомотива».
СССР
- Валентин Бубукин
- Виктор Ворошилов
- Валерий Газзаев
- Сергей Горлукович
- Владимир Маслаченко
- Валерий Петраков

Россия
- Алексей Арифуллин
- Дмитрий Баринов
- Алексей Батраков
- Динияр Билялетдинов
- Алексей Бугаев
- Максим Бузникин
- Тарас Бурлак
- Дмитрий Воробьёв
- Гильерме
- Денис Глушаков
- Максим Григорьев
- Юрий Дроздов
- Рифат Жемалетдинов
- Вадим Евсеев
- Андрей Ещенко
- Владислав Игнатьев
- Сергей Игнашевич
- Марат Измайлов
- Артём Карпукас
- Алексей Косолапов
- Илья Лантратов
- Дмитрий Лоськов
- Алексей Миранчук
- Антон Миранчук
- Евгений Морозов
- Мухсин Мухамадиев
- Максим Мухин
- Руслан Нигматуллин
- Геннадий Нижегородов
- Сергей Овчинников
- Роман Павлюченко
- Руслан Пименов
- Сергей Пиняев
- Сергей Подпалый
- Александр Самедов
- Илья Самошников
- Дмитрий Сенников
- Александр Сильянов
- Алексей Смертин
- Фёдор Смолов
- Андрей Соломатин
- Дмитрий Сычёв
- Дмитрий Тарасов
- Дмитрий Торбинский
- Евгений Харлачёв
- Дмитрий Хохлов
- Игорь Чугайнов
- Роман Шишкин
- Ренат Янбаев

Страны бывшего СССР
- Саркис Оганесян
- Альберт Саркисян
- Эдгар Севикян
- Наир Тикнизян
- Антон Амельченко
- Сергей Гуренко
- Андрей Лаврик
- Виталий Лисакович
- Сергей Омельянчук
- Николай Рындюк
- Ян Тигорев
- Малхаз Асатиани
- Михаил Ашветия
- Георгий Деметрадзе
- Заза Джанашия
- Хвича Кварацхелия
- Соломон Кверквелия
- Давид Муджири
- Георгий Челидзе
- Валерий Яблочкин
- Вальдас Иванаускас
- Вячеслав Сукристов
- Дейвидас Чеснаускис
- Арвидас Янонис
- Станислав Иванов
- Юрий Батуренко
- Василий Постнов
- Хаким Фузайлов
- Виталий Денисов
- Владимир Маминов
- Олег Пашинин
- Алексей Поляков
- Александр Алиев
- Дмитрий Круглов

Латиноамериканские страны
- Уинстон Паркс
- Сесар Монтес
- Джефферсон Фарфан
- Фелипе Кайседо

Европейские страны
- Марио Митай
- Сенияд Ибричич
- Эмир Спахич
- Гжегож Крыховяк
- Мацей Рыбус
- Жуан Мариу
- Мануэл Фернандеш
- Эдер
- Рэзван Кочиш
- Бранислав Иванович
- Милан Обрадович
- Неманья Пейчинович
- Петар Шкулетич
- Марьян Гад
- Ян Дюрица
- Бранко Илич
- Томислав Дуймович
- Дарио Крешич
- Ведран Чорлука
- Марко Баша
- Ян Кухта
- Рето Циглер
- Гарри О’Коннор

Африканские страны
- Баба Армандо Адаму
- Хамину Драман
- Ларри Кингстон
- Франсуа Камано
- Амр Заки
- Андре Бикей
- Исо Каньенда
- Драман Траоре
- Мубарак Буссуфа
- Брайан Идову
- Виктор Обинна
- Джеймс Обиора
- Питер Одемвингие
- Дельвин Н’Динга
- Шакер Зуаги
- Бай Умар Ньясс
- Даме Ндойе
- Байе Джиби Фалль
- Джейкоб Лекхето
- Беннет Мнгуни

## Капитаны клуба
Капитаны «Локомотива» в чемпионате России.
| Период     | Капитан             |
| ---------- | ------------------- |
| 1992—1993  | Сергей Подпалый     |
| 1994—1997  | Алексей Косолапов   |
| 1998—2001  | Игорь Чугайнов      |
| 2002—2007  | Дмитрий Лоськов     |
| 2007—2009  | Динияр Билялетдинов |
| 2009       | Родолфо             |
| 2010       | Дмитрий Сычёв       |
| 2010—2012  | Дмитрий Лоськов     |
| 2012       | Денис Глушаков      |
| 2013—2015  | Гильерме            |
| 2015—2017  | Ведран Чорлука      |
| 2017—2019  | Игорь Денисов       |
| 2019—2021  | Ведран Чорлука      |
| 2021—2022  | Гильерме            |
| 2022—н. в. | Дмитрий Баринов     |

## Рекордсмены клуба
| Лучшие бомбардиры клуба |    |    |    |            |
| Игрок                   | Ч  | К  | Ек | Всего голы |
| 1 Дмитрий Лоськов       | 99 | 12 | 17 | 128        |
| 2 Дмитрий Сычёв         | 73 | 9  | 10 | 92         |
| 3 Виктор Соколов        | 80 | 11 | -  | 91         |
| 4 Валентин Бубукин      | 63 | 7  | -  | 70         |
| 5 Виктор Ворошилов      | 63 | 4  | -  | 67         |
| 6 Заза Джанашия         | 33 | 4  | 14 | 51         |
| 7 Алексей Косолапов     | 40 | 10 | 1  | 51         |
| 8 Антон Миранчук        | 37 | 9  | 5  | 51         |
| 9 Евгений Харлачёв      | 33 | 4  | 8  | 45         |
| 10 Олег Гарин           | 40 | 4  | -  | 44         |

| По числу матчей       |     |    |    |              |
| Игрок                 | Ч   | К  | ЕК | Матчей всего |
| 1 Дмитрий Лоськов     | 321 | 33 | 67 | 421          |
| 2 Владимир Маминов    | 291 | 34 | 76 | 401          |
| 3 Гильерме            | 306 | 33 | 48 | 387          |
| 4 Сергей Овчинников   | 295 | 31 | 41 | 367          |
| 5 Сергей Гуренко      | 254 | 35 | 45 | 334          |
| 6 Юрий Дроздов        | 254 | 28 | 44 | 326          |
| 7 Игорь Чугайнов      | 234 | 33 | 45 | 312          |
| 8 Олег Пашинин        | 205 | 19 | 49 | 273          |
| 9-10 Дмитрий Сычёв    | 224 | 22 | 21 | 267          |
| 9-10 Дмитрий Сенников | 191 | 23 | 52 | 267          |

### Рекордсмены клуба за российский период
| Лучшие бомбардиры клуба |    |    |    |            |
| Игрок                   | Ч  | К  | Ек | Всего голы |
| 1 Дмитрий Лоськов       | 99 | 12 | 17 | 128        |
| 2 Дмитрий Сычёв         | 73 | 9  | 10 | 92         |
| 3 Заза Джанашия         | 35 | 3  | 14 | 52         |
| 4 Алексей Косолапов     | 40 | 10 | 1  | 51         |
| 5 Антон Миранчук        | 37 | 9  | 5  | 51         |
| 6 Евгений Харлачёв      | 33 | 4  | 8  | 45         |
| 7 Олег Гарин            | 40 | 4  | -  | 44         |
| 8 Алексей Миранчук      | 31 | 7  | 4  | 43         |
| 9 Владимир Маминов      | 31 | 5  | 4  | 40         |
| 10 Динияр Билялетдинов  | 31 | 3  | 4  | 38         |

| По числу матчей       |       |
| Игрок                 | Матчи |
| 1 Дмитрий Лоськов     | 422   |
| 2 Владимир Маминов    | 398   |
| 3 Гильерме            | 387   |
| 4 Сергей Овчинников   | 360   |
| 5 Сергей Гуренко      | 334   |
| 6 Юрий Дроздов        | 327   |
| 7 Игорь Чугайнов      | 309   |
| 8 Олег Пашинин        | 273   |
| 9-10 Дмитрий Сычёв    | 267   |
| 9-10 Дмитрий Сенников | 267   |

### Рекордсмены клуба в еврокубках
| Лучшие бомбардиры      |      |      |
| Игрок                  | Игры | Голы |
| 1 Дмитрий Лоськов      | 67   | 17   |
| 2 Заза Джанашия        | 31   | 14   |
| 3 Дмитрий Сычёв        | 21   | 10   |
| 4 Евгений Харлачёв     | 34   | 8    |
| 5-6 Александр Самедов  | 23   | 7    |
| 5-6 Дмитрий Булыкин    | 21   | 7    |
| 7-8 Мануэл Фернандеш   | 15   | 6    |
| 7-8 Игорь Чугайнов     | 45   | 6    |
| 9-13 Сергей Игнашевич  | 32   | 5    |
| 9-13 Майкон            | 18   | 5    |
| 9-13 Джефферсон Фарфан | 13   | 5    |
| 9-13 Антон Миранчук    | 23   | 5    |

| По числу матчей     |       |
| Игрок               | Матчи |
| 1 Владимир Маминов  | 76    |
| 2 Дмитрий Лоськов   | 67    |
| 3 Дмитрий Сенников  | 52    |
| 4 Олег Пашинин      | 49    |
| 5 Гильерме          | 48    |
| 6-7 Игорь Чугайнов  | 45    |
| 6-7 Сергей Гуренко  | 45    |
| 8 Юрий Дроздов      | 44    |
| 9 Сергей Овчинников | 41    |
| 10 Вадим Евсеев     | 39    |

### Рекордсмены клуба среди легионеров
| Лучшие бомбардиры    |    |   |    |            |
| Игрок                | Ч  | К | Ек | Всего голы |
| 1 Заза Джанашия      | 35 | 3 | 14 | 52         |
| 2 Мануэл Фернандеш   | 25 | 3 | 6  | 34         |
| 3 Майкон             | 23 | 2 | 5  | 30         |
| 4 Даме Ндойе         | 27 | - | -  | 27         |
| 5 Джефферсон Фарфан  | 20 | - | 5  | 25         |
| 6 Гжегож Крыховяк    | 20 | 1 | 2  | 23         |
| 7 Джеймс Обиора      | 20 | - | 2  | 22         |
| 8 Бай Умар Ньясс     | 12 | 3 | 4  | 19         |
| 9 Вильсон Изидор     | 15 | 3 | -  | 18         |
| 10-11 Фелипе Кайседо | 11 | 2 | 2  | 15         |
| 10-11 Эдер           | 11 | 3 | 1  | 15         |

| По числу матчей    |       |
| Игрок              | Матчи |
| 1 Гильерме         | 387   |
| 2 Сергей Гуренко   | 334   |
| 3 Ведран Чорлука   | 239   |
| 4 Заза Джанашия    | 194   |
| 5 Майкон           | 193   |
| 6 Малхаз Асатиани  | 157   |
| 7 Ян Дюрица        | 150   |
| 8 Мануэл Фернандеш | 144   |
| 9 Виталий Денисов  | 141   |
| 10 Саркис Оганесян | 119   |

### Лучшие бомбардиры клуба за сезон
| Сезон     | Бомбардир           | Голы в чемпионате | Голы в кубке | Голы в еврокубках | Всего |
| --------- | ------------------- | ----------------- | ------------ | ----------------- | ----- |
| 1992      | Мухсин Мухамадиев   | 7                 | -            | -                 | 7     |
| 1993      | Александр Смирнов   | 9                 | 2            | -                 | 11    |
| 1994      | Олег Гарин          | 20                | 2            | -                 | 22    |
| 1995      | Олег Гарин          | 13                | 1            | -                 | 14    |
| 1996      | Алексей Косолапов   | 10                | 4            | 1                 | 15    |
| 1997      | Алексей Косолапов   | 9                 | 4            | -                 | 13    |
| 1998      | Заза Джанашия       | 8                 | 2            | 3                 | 13    |
| 1999      | Дмитрий Лоськов     | 14                | -            | 3                 | 17    |
| 2000      | Дмитрий Лоськов     | 15                | 4            | 1                 | 20    |
| 2001      | Джеймс Обиора       | 14                | -            | -                 | 14    |
| 2002      | Дмитрий Лоськов     | 7                 | -            | 3                 | 10    |
| 2003      | Дмитрий Лоськов     | 14                | 2            | 2                 | 18    |
| 2004      | Дмитрий Сычёв       | 15                | 2            | -                 | 17    |
| 2005      | Динияр Билялетдинов | 8                 | -            | -                 | 8     |
| 2005      | Дмитрий Сычёв       | 6                 | -            | 2                 | 8     |
| 2006      | Дмитрий Лоськов     | 13                | 3            | 1                 | 17    |
| 2007      | Дмитрий Сычёв       | 11                | -            | 1                 | 12    |
| 2008      | Питер Одемвингие    | 10                | -            | -                 | 10    |
| 2009      | Дмитрий Сычёв       | 13                | -            | -                 | 13    |
| 2010      | Александр Алиев     | 14                | -            | 1                 | 15    |
| 2011/2012 | Денис Глушаков      | 11                | -            | 3                 | 14    |
| 2012/2013 | Даме Ндойе          | 10                | -            | -                 | 10    |
| 2013/2014 | Даме Ндойе          | 13                | -            | -                 | 13    |
| 2014/2015 | Мануэл Фернандеш    | 7                 | -            | -                 | 7     |
| 2015/2016 | Александр Самедов   | 9                 | -            | 5                 | 14    |
| 2016/2017 | Мануэл Фернандеш    | 7                 | 2            | -                 | 9     |
| 2017/2018 | Мануэл Фернандеш    | 7                 | 1            | 6                 | 14    |
| 2017/2018 | Джефферсон Фарфан   | 10                | -            | 4                 | 14    |
| 2018/2019 | Антон Миранчук      | 11                | 4            | 1                 | 16    |
| 2019/2020 | Алексей Миранчук    | 12                | 2            | 2                 | 16    |
| 2020/2021 | Гжегож Крыховяк     | 9                 | 2            | -                 | 11    |
| 2020/2021 | Фёдор Смолов        | 7                 | 4            | -                 | 11    |
| 2021/2022 | Рифат Жемалетдинов  | 9                 | -            | -                 | 9     |
| 2022/2023 | Антон Миранчук      | 8                 | 3            | -                 | 11    |
| 2023/2024 | Тимур Сулейманов    | 7                 | 3            | -                 | 10    |

Откорректировано по состоянию на конец сезона 2023/24

## Главные тренеры
| Главный тренер           | Период     |
| ------------------------ | ---------- |
| Алексей Столяров         | 1936       |
| Жюль Лимбек              | 1937       |
| Михаил Сушков            | 1937—1947  |
| Дмитрий Максимов         | 1948       |
| Гавриил Качалин          | 1949—1952  |
| Борис Аркадьев           | 1953—1957  |
| Евгений Елисеев          | 1958—1959  |
| Николай Морозов          | 1960—1962  |
| Алексей Костылев         | 1962       |
| Борис Аркадьев           | 1963—1965  |
| Константин Бесков        | 1966       |
| Валентин Бубукин         | 1966—1968  |
| Виктор Марьенко          | 1969—1970  |
| Евгений Рогов            | 1971—1972  |
| Игорь Волчок             | 1972       |
| Михаил Якушин            | 1973       |
| Игорь Волчок             | 1973—1978  |
| Виктор Марьенко          | 1979—1980  |
| Александр Севидов        | 1981—1982  |
| Владимир Радионов        | 1983       |
| Игорь Волчок             | 1983—1985  |
| Юрий Сёмин               | 1986—1990  |
| Валерий Филатов          | 1991       |
| Юрий Сёмин               | 1992—2005  |
| Владимир Эштреков        | 2005       |
| Славолюб Муслин          | 2006       |
| Олег Долматов            | 2006       |
| Анатолий Бышовец         | 2007       |
| Рашид Рахимов            | 2008—2009  |
| Владимир Маминов (и. о.) | 2009       |
| Юрий Сёмин               | 2009—2010  |
| Юрий Красножан           | 2011       |
| Владимир Маминов (и. о.) | 2011       |
| Жозе Коусейру            | 2011—2012  |
| Славен Билич             | 2012—2013  |
| Леонид Кучук             | 2013—2014  |
| Игорь Черевченко (и. о.) | 2014       |
| Миодраг Божович          | 2014—2015  |
| Игорь Черевченко         | 2015—2016  |
| Олег Пашинин (и. о.)     | 2016       |
| Юрий Сёмин               | 2016—2020  |
| Марко Николич            | 2020—2021  |
| Маркус Гисдоль           | 2021—2022  |
| Дмитрий Лоськов (и. о.)  | 2022       |
| Заур Хапов               | 2022       |
| Йозеф Циннбауэр          | 2022       |
| Андрей Фёдоров (и. о.)   | 2022       |
| Михаил Галактионов       | 2022—н. в. |

## Президенты и генеральные директора клуба
- Леонид Пивоваров (1989—1991)
- Валерий Филатов (1992—2006)
- Юрий Сёмин (2006—2007)
- Николай Наумов (2007—2010)
- Ольга Смородская (2010—2016)
- Илья Геркус (2016—2018)
- Василий Кикнадзе (2018—2020)
- Владимир Леонченко (с 2020)

## Результаты по сезонам
Предшественники «Локомотива» — «Казанка» и КОР в период с 1922 года по 1935 год выступали в Чемпионате Москвы по футболу. С 1936 года «Локомотив» провёл 81 сезон в чемпионатах СССР и России, из них в высших дивизионах 65 сезонов, во вторых по уровню дивизионах — 16 сезонов (все в советское время).
| Дивизион | Количество сезонов | Дебютный сезон | Последний сезон    | Сезоны                                                                                               |
| --- | ------------------ | -------------- | ------------------ | --- |
| Высшая лига, Группа «А», Класс «А», Первая группа, Первая группа «А», Высшая лига, Высший дивизион, Премьер-лига | 65                 | 1936           | по настоящее время | 1936—1940, 1945, 1948—1950, 1952—1963, 1965—1969, 1972, 1975—1980, 1988—1989, 1991 — настоящее время |
| Вторая группа, Вторая группа «А», Класс «Б», Первая группа «А», Первая лига                                      | 16                 | 1946           | 1990               | 1946 — 1947, 1951, 1964, 1970—1971, 1973—1974, 1981—1987, 1990                                       |

- Учитываются чемпионаты с 1936 по 1940, с 1945 по 2018/19 годы. Всего 81 чемпионат. В 1936 и 1976 годах было проведено по два Чемпионата СССР: весенний и осенний. В 2011—2012 годах проводился переходный с системы весна-осень на систему осень-весна чемпионат длительностью полтора года.
- С 1942 по 1944 чемпионаты не проводились из-за Великой Отечественной войны.
- В 1941 году чемпионат закончен не был. Игроки Локомотива играли в составе двух сборных профсоюзов (в начале 1941 года из расформированных московских команд «Локомотив», «Торпедо», «Металлург» и «Крылья Советов» были созданы первая и вторая сборные профсоюзов).

## Дублирующий состав (история)
В союзное время дублирующий состав «Локомотива» выступал в турнирах дублёров для команд высшей (2-е место — 1953, 1965, 3-е место — 1954, 1956) и первой (3-е место — 1974) лиг.
В 1930-х годах в Кубке СССР (1936, 1937, 1938) и кубке РСФСР среди КФК, зона «Москва» (1939) принимала участие команда «Локомотив-II». В чемпионате Москвы (1936, 1937, 1938, 1940), а также в Кубке РСФСР среди КФК, зона «Москва» (1940) играла команда «Локомотив-клубная».
В 1992—2000 годах дубль «Локомотива» под названиями «Локомотив»-д и «Локомотив»-2 участвовал в Первенстве России (в 1992—1993, 1998—2000 годах — во Второй лиге, в 1994—1997 годах — в Третьей лиге ПФЛ), а также сыграл в двух первых розыгрышах Кубка России. С образованием в 2001 году турнира дублёров (с 2008 года — молодёжное первенство команд РФПЛ) играет там (победитель — 2011, 2015/16, 2-е место: 2008, 3-е место: 2019/20).
В 2008 году была образована команда «Локомотив-2». В сезоне-2008 заняла 3-е место в московской зоне первенства России среди ЛФК (ЛФЛ), в течение следующих сезонов (2009—2013/14) участвовала в западной зоне Второго дивизиона/Первенства ПФЛ (3-е место — 2010). В сезонах-2016/17-2021/22 фарм-клуб «Локомотива» «Локомотив-Казанка» участвовал в Первенстве ПФЛ (2-е место — 2018/19, 3-е место — 2017/18).
Также клуб представлен любительской молодёжной командой в соревнованиях Третьего дивизиона (в 2014 году заняла 2-е место в зоне «Москва»).

## Бюджет
Бюджет клуба в 2017—2018 годах составил около 5,5 миллиардов рублей. В 2019 году цифры снизились, однако в 2020 году «Локомотив» вошёл в сотню самых богатых команд мира.
Бюджет клуба в 2023 году — 5,6 миллиардов рублей, он входит в топ-6 Российской премьер-лиги.